# 長崎市

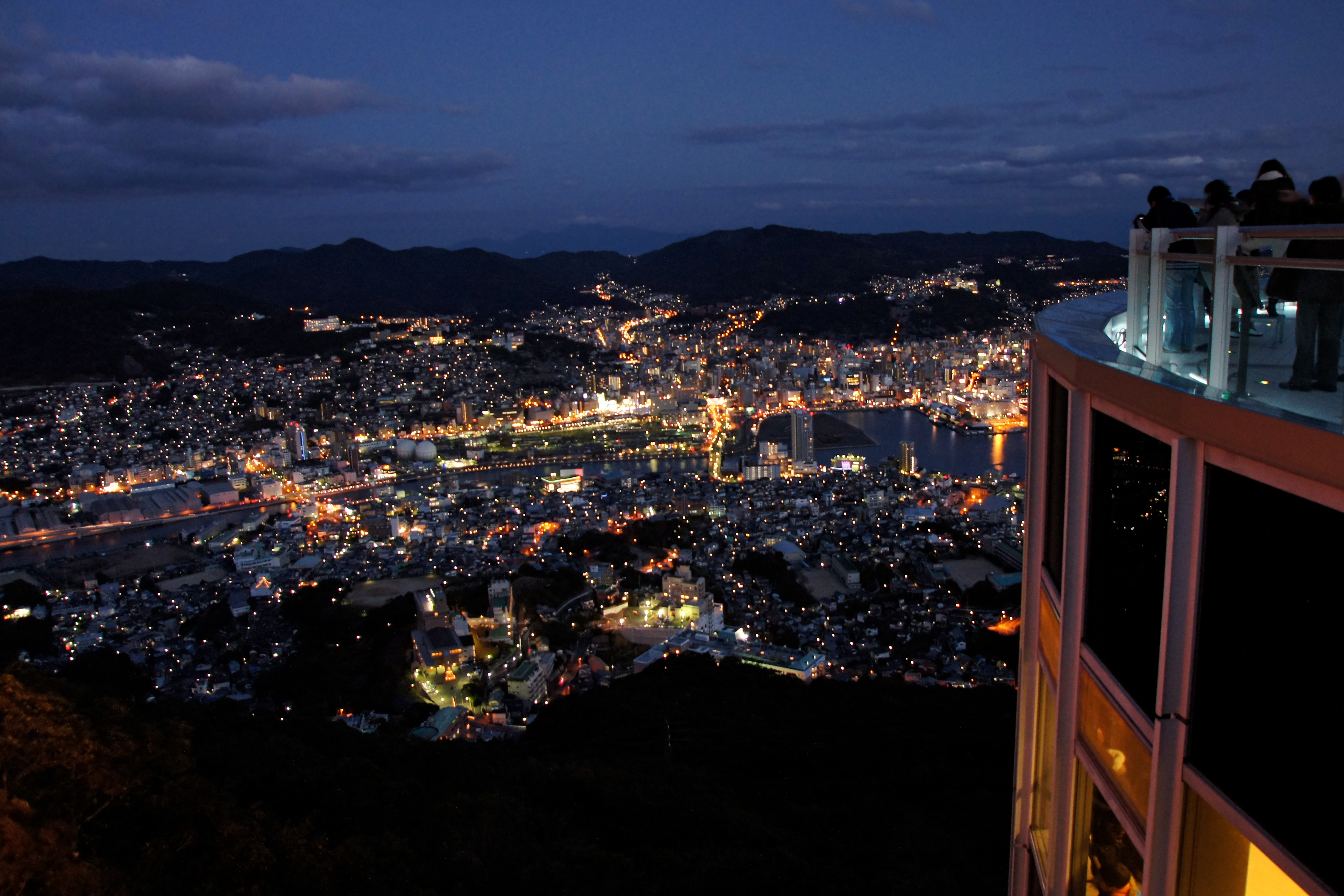
稲佐山から望む長崎市街地。
長崎市の夜景は世界新三大夜景・日本三大夜景にも数えられている。

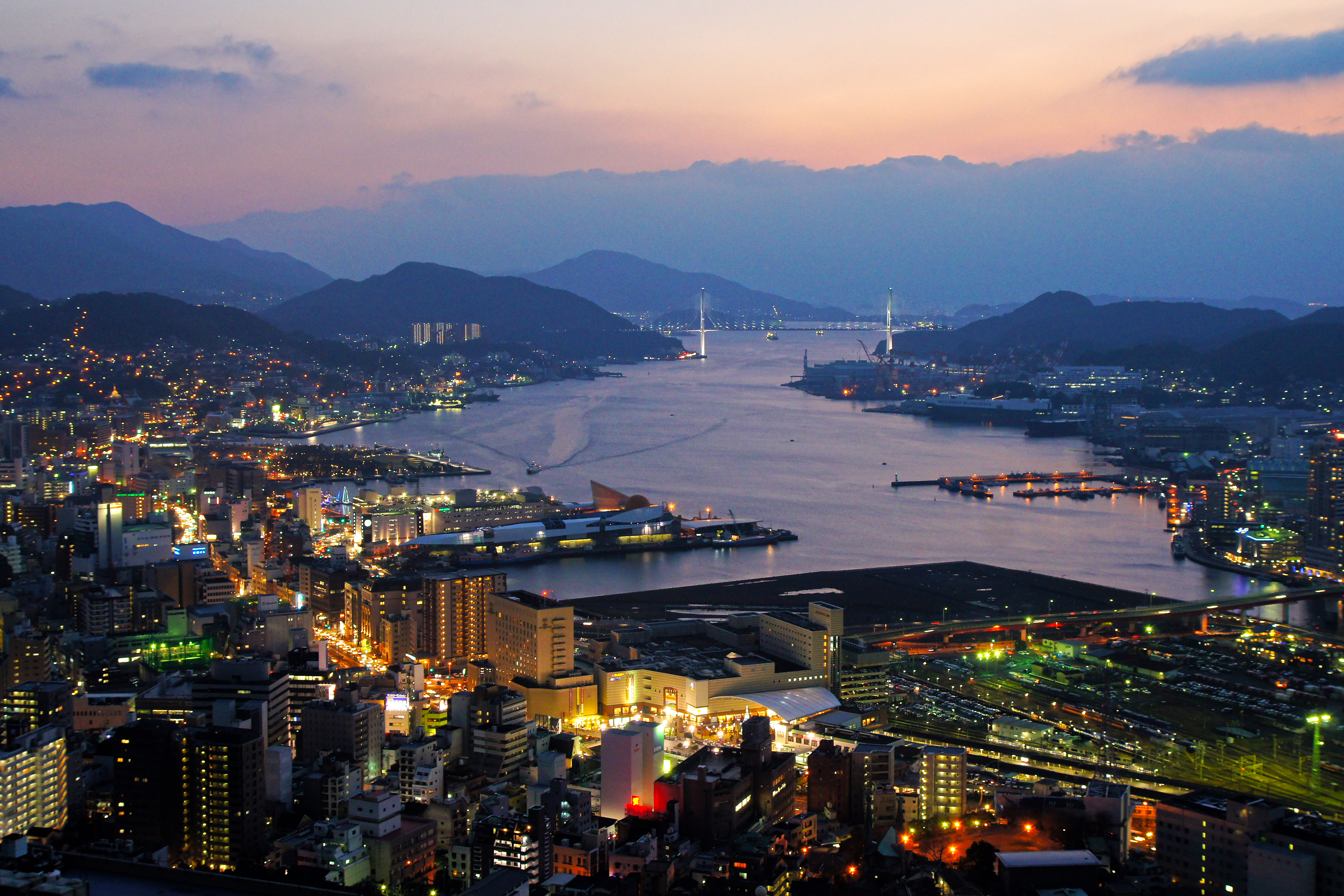
金比羅山から望む長崎市の夜景

長崎市（ながさきし）は、長崎県の南西部に位置する市。長崎県の県庁所在地および人口が最多の市であり、九州地方で第7位の人口を有する。県内では佐世保市とともに中核市に指定されている。

## 概要

長崎市中心部周辺の空中写真。
2010年5月8日撮影の45枚を合成作成。。

「鎖国」体制であった江戸時代には、国内唯一の江戸幕府公認の国際貿易港（対オランダ・対中国）である出島を持つ港町であり、長崎貿易で栄えた。幕末期も日米修好通商条約により長崎港は開港場に指定された。このため、出島跡を初めとして、旧居留地や長崎新地中華街など、同じく港町の横浜市や神戸市と同様に異国情緒に満ちた港町として有名である。明治期にはロシア艦隊の寄港地ともなった。また、三菱重工業発祥の地である同社の長崎造船所や、かつて石炭産業が栄えた軍艦島（端島）など、日本産業の近代化を支えた港湾都市であった。三菱重工業長崎造船所の一部や軍艦島などは2015年に「明治日本の産業革命遺産 製鉄・製鋼、造船、石炭産業」の一部として世界文化遺産に登録されている。
歴史的経緯からカトリック教徒の数が比較的多いことでも知られており、特にカトリック教会は長崎県単独で一つの大司教区を形成している（日本の大司教区は長崎含め3つあり、東京大司教区は東京・千葉で、大阪高松大司教区は大阪・兵庫・和歌山・香川・愛媛・徳島・高知で構成）。
実戦で使用された核兵器（原子爆弾）としては、広島県広島市に次ぐ世界史上2番目の、そして最後の被爆都市としても知られる。「近隣の核武装国による核攻撃を想定するのは、他国に誤解を与える」との信念の下で、全国自治体の中では唯一、国民保護計画案から、他国より核攻撃される事態の想定をあえて削除している（2007年5月11日田上富久市長発言）。なお、長崎県は計画案の中で核攻撃への対処事項を記述している。

### 国際文化都市
1949年（昭和24年）5月に長崎国際文化都市建設法が衆参両院で可決され、日本国憲法第95条に定める一つの地方公共団体にのみ適用される特別法（地方自治特別法）であることから同年7月の住民投票を経て、同年8月9日に公布された。

### 人口
長崎市の人口は、国勢調査では1920年の第1回調査で九州1位/全国7位だったが、1930年の第3回調査で福岡市に抜かれて九州2位/全国9位、1940年の第5回調査で八幡市（現在の北九州市八幡東区・八幡西区）に抜かれて九州3位/全国11位、1947年の第6回調査で八幡市を抜き返すも熊本市に抜かれて九州3位/全国19位、1965年の第10回調査で北九州市に抜かれて九州4位/全国16位、1975年の第12回調査で鹿児島市に抜かれて九州5位/全国21位、2000年の第17回調査で大分市に抜かれて九州6位/全国39位となった。
1975年から1980年代には現在の長崎市に相当する地域に人口50万人以上が居住していたが、2018年から2019年にかけて人口が4,832人減少し、社会減は全国の市で最も多かった。2020年の第21回調査では前回より藤沢市、豊田市、高松市、富山市に抜かれて全国44位となった。
推計人口は2022年7月1日に40万人を割り込み、同年8月1日に宮崎市に抜かれて九州7位となった。特例市である佐賀市を除けば九州地方の県庁所在地である中核市では最も人口が少ない。宮崎市の他に豊中市、岐阜市、吹田市、枚方市にも抜かれて全国49位となっている。
人口減少が著しい主な要因は、10 代後半から 20 代後半までの若者の市外への転出超過であり、その理由として割合が高いのが「仕事」であるとされる。最大の基幹産業である造船業の低迷が大きく影響し、雇用の減少、賃金の低迷などが課題となっている。他の要因の一つとしては、「坂の街」ゆえの住宅難がある。長崎市は、マンションやアパートの適地が少ないため都市規模に比して家賃や分譲価格が高い。2019年の民営住宅の月額平均家賃が福岡市よりも高く、名古屋市と同水準であった。そのため市は容積率を緩和して家賃高騰の解消を目指している。
| |                                        |  |
| 長崎市と全国の年齢別人口分布（2005年） | 長崎市の年齢・男女別人口分布（2005年） |  |
| ■紫色 ― 長崎市 ■緑色 ― 日本全国 | ■青色 ― 男性 ■赤色 ― 女性              |  |
| 長崎市（に相当する地域）の人口の推移 \| 1970年（昭和45年） \| 495,445人 \| \| \| 1975年（昭和50年） \| 505,835人 \| \| \| 1980年（昭和55年） \| 502,799人 \| \| \| 1985年（昭和60年） \| 505,566人 \| \| \| 1990年（平成2年） \| 494,032人 \| \| \| 1995年（平成7年） \| 487,063人 \| \| \| 2000年（平成12年） \| 470,135人 \| \| \| 2005年（平成17年） \| 455,206人 \| \| \| 2010年（平成22年） \| 443,766人 \| \| \| 2015年（平成27年） \| 429,508人 \| \| \| 2020年（令和2年） \| 409,118人 \| \| |                                        |  |
| 総務省統計局 国勢調査より |                                        |  |
| 1970年（昭和45年） | 495,445人                              |  |
| 1975年（昭和50年） | 505,835人                              |  |
| 1980年（昭和55年） | 502,799人                              |  |
| 1985年（昭和60年） | 505,566人                              |  |
| 1990年（平成2年） | 494,032人                              |  |
| 1995年（平成7年） | 487,063人                              |  |
| 2000年（平成12年） | 470,135人                              |  |
| 2005年（平成17年） | 455,206人                              |  |
| 2010年（平成22年） | 443,766人                              |  |
| 2015年（平成27年） | 429,508人                              |  |
| 2020年（令和2年） | 409,118人                              |  |

## 地理
長崎半島および西彼杵半島を市域とする。諫早市、西海市、西彼杵郡時津町・長与町に隣接する。市の形状は全国的に見ても数少ない「すり鉢」状となっている。市の中心部は三方を山に囲まれており、女の都（めのと）・三原・本原・西山・片淵・小島（こしま）・稲佐（いなさ）・小江原（こえばる）・西町・滑石（なめし）など住宅地の多くは山の斜面を利用している。そのため「階段の街」「坂の街」として有名である。坂が多いため自転車に乗る人は少なく、他の都市でしばしば問題になる放置自転車などの問題は少ない。また、「自転車屋」を名乗りながらも原付バイクだけを扱う店も多い。長崎市内の小学校・中学校・高等学校は立地条件の関係上全ての学校で自転車通学が禁止されており、自転車置き場すら存在しないほどである。
市の中心部を流れる川には、北部から南下し長崎港へ注ぐ浦上川と、市の北東部から長崎港へ注ぐ中島川とがある。それぞれ川沿いに平地と埋立地があり、商業地や公共施設はそこに集中する。
長崎港の外海は五島灘や橘湾に面しており、急峻な海岸線が多いが、河口部などのわずかな平地に漁港と集落が点在する。
- 東部（橘湾・天草灘） - 宮摺（みやずり）・茂木・飯香浦（いかのうら）・日見・矢上・戸石など
- 西部（五島灘） - 神浦（こうのうら）・出津（しつ）・黒崎・三重・畝刈（あぜかり）・式見・小江（こえ）・福田など
- 南部（五島灘 - 天草灘） - 戸町・新小が倉・ダイヤランド・小ヶ倉・深堀・香焼（こうやぎ）・蚊焼（かやき）・高浜・野母・脇岬・樺島・川原・千々（ちぢ）など
- 北部（大村湾） - 西海（にしうみ）・村松・大石・戸根・長浦・形上・小口など

北西部の三重・畝刈地区や東部の矢上・かき道地区などは近年開発が進み、住宅地が増えた。
2005年1月4日の市町村合併では、長崎半島西南部や有人島の離島である伊王島・高島・池島、石炭産業の衰退で無人島となった端島（通称：軍艦島）が編入合併された。さらに2006年1月4日の市町村合併では大村湾沿岸の旧琴海町が編入合併された。
2005年12月11日に、長崎港の両岸の女神地区、木鉢地区を結ぶ「女神大橋（通称：ヴィーナスウィング）」が完成した。これは中央径間長が480メートルに達し、全長は1,289メートルで、斜張橋としては横浜ベイブリッジを上回って全国第6位の長さとなる。長崎南バイパス完成により長崎自動車道と接続され、長崎市街地南部一円を循環する長崎南環状線の一部となった。
ダムは浦上水源地・本河内水源地・鹿尾（かのお）ダム・神浦ダムなどがあるが、市街地に近い水源では環境が悪く、上水道事情はあまり良くない。市外からは大村市の萱瀬ダムからの送水のものもある。また、斜面が多いために下水道の整備も目下進行中という状況である。

### 地名
町名は長崎市の地名参照。

### 気候
年間平均気温は17.4℃、年降水量は約1,894.7mmである。暖流の影響が強く、九州の他都市に比べても寒暖の差は小さい。しかし、冬季は北西からの季節風がうちつけ、近くを暖流の対馬海流が流れているため、九州地方の県庁所在地の中では積雪が多い。特に2016年（平成28年）1月24日には17cmの積雪を記録した。長崎のご当地ソングには雨が登場するものが多いため、長崎は雨が多いと思われがちだが、年降水量が突出して多いわけではない。長田暁二によると「長崎のご当地ソングで雨が初めて登場するのは1939年の「長崎物語」で、同曲や1947年の「雨のオランダ坂」のヒットにより、長崎と雨が結びつくようになったのでは」という。
| 長崎地方気象台（長崎市南山手町、標高27m）の気候         | 長崎地方気象台（長崎市南山手町、標高27m）の気候 | 長崎地方気象台（長崎市南山手町、標高27m）の気候 | 長崎地方気象台（長崎市南山手町、標高27m）の気候 | 長崎地方気象台（長崎市南山手町、標高27m）の気候 | 長崎地方気象台（長崎市南山手町、標高27m）の気候 | 長崎地方気象台（長崎市南山手町、標高27m）の気候 | 長崎地方気象台（長崎市南山手町、標高27m）の気候 | 長崎地方気象台（長崎市南山手町、標高27m）の気候 | 長崎地方気象台（長崎市南山手町、標高27m）の気候 | 長崎地方気象台（長崎市南山手町、標高27m）の気候 | 長崎地方気象台（長崎市南山手町、標高27m）の気候 | 長崎地方気象台（長崎市南山手町、標高27m）の気候 | 長崎地方気象台（長崎市南山手町、標高27m）の気候 |
| 月                                                      | 1月                                             | 2月                                             | 3月                                             | 4月                                             | 5月                                             | 6月                                             | 7月                                             | 8月                                             | 9月                                             | 10月                                            | 11月                                            | 12月                                            | 年                                              |
| ------------------------------------------------------- | ----------------------------------------------- | ----------------------------------------------- | ----------------------------------------------- | ----------------------------------------------- | ----------------------------------------------- | ----------------------------------------------- | ----------------------------------------------- | ----------------------------------------------- | ----------------------------------------------- | ----------------------------------------------- | ----------------------------------------------- | ----------------------------------------------- | ----------------------------------------------- |
| 最高気温記録 °C （°F）                                  | 21.3 (70.3)                                     | 22.6 (72.7)                                     | 25.1 (77.2)                                     | 29.0 (84.2)                                     | 31.4 (88.5)                                     | 36.4 (97.5)                                     | 37.7 (99.9)                                     | 37.7 (99.9)                                     | 36.7 (98.1)                                     | 33.7 (92.7)                                     | 27.4 (81.3)                                     | 23.8 (74.8)                                     | 37.7 (99.9)                                     |
| 平均最高気温 °C （°F）                                  | 10.7 (51.3)                                     | 12.0 (53.6)                                     | 15.3 (59.5)                                     | 19.9 (67.8)                                     | 23.9 (75)                                       | 26.5 (79.7)                                     | 30.3 (86.5)                                     | 31.9 (89.4)                                     | 28.9 (84)                                       | 24.1 (75.4)                                     | 18.5 (65.3)                                     | 13.1 (55.6)                                     | 21.2 (70.2)                                     |
| 日平均気温 °C （°F）                                    | 7.2 (45)                                        | 8.1 (46.6)                                      | 11.2 (52.2)                                     | 15.6 (60.1)                                     | 19.7 (67.5)                                     | 23.0 (73.4)                                     | 26.9 (80.4)                                     | 28.1 (82.6)                                     | 24.9 (76.8)                                     | 20.0 (68)                                       | 14.5 (58.1)                                     | 9.4 (48.9)                                      | 17.4 (63.3)                                     |
| 平均最低気温 °C （°F）                                  | 4.0 (39.2)                                      | 4.5 (40.1)                                      | 7.5 (45.5)                                      | 11.7 (53.1)                                     | 16.1 (61)                                       | 20.2 (68.4)                                     | 24.5 (76.1)                                     | 25.3 (77.5)                                     | 21.9 (71.4)                                     | 16.5 (61.7)                                     | 11.0 (51.8)                                     | 6.0 (42.8)                                      | 14.1 (57.4)                                     |
| 最低気温記録 °C （°F）                                  | −5.6 (21.9)                                     | −4.8 (23.4)                                     | −3.6 (25.5)                                     | 0.2 (32.4)                                      | 5.3 (41.5)                                      | 8.9 (48)                                        | 15.0 (59)                                       | 16.4 (61.5)                                     | 11.1 (52)                                       | 4.9 (40.8)                                      | −0.2 (31.6)                                     | −3.9 (25)                                       | −5.6 (21.9)                                     |
| 降水量 mm （inch）                                      | 63.1 (2.484)                                    | 84.0 (3.307)                                    | 123.2 (4.85)                                    | 153.0 (6.024)                                   | 160.7 (6.327)                                   | 335.9 (13.224)                                  | 292.7 (11.524)                                  | 217.9 (8.579)                                   | 186.6 (7.346)                                   | 102.1 (4.02)                                    | 100.7 (3.965)                                   | 74.8 (2.945)                                    | 1,894.7 (74.594)                                |
| 降雪量 cm （inch）                                      | 3 (1.2)                                         | 0 (0)                                           | 0 (0)                                           | 0 (0)                                           | 0 (0)                                           | 0 (0)                                           | 0 (0)                                           | 0 (0)                                           | 0 (0)                                           | 0 (0)                                           | 0 (0)                                           | 0 (0)                                           | 4 (1.6)                                         |
| 平均降水日数 （≥0.5 mm）                                | 10.4                                            | 10.2                                            | 11.4                                            | 10.3                                            | 10.1                                            | 14.3                                            | 11.9                                            | 10.7                                            | 9.8                                             | 6.7                                             | 9.5                                             | 10.2                                            | 125.6                                           |
| 平均降雪日数                                            | 7.0                                             | 5.0                                             | 1.1                                             | 0.0                                             | 0.0                                             | 0.0                                             | 0.0                                             | 0.0                                             | 0.0                                             | 0.0                                             | 0.0                                             | 5.6                                             | 18.7                                            |
| % 湿度                                                  | 66                                              | 65                                              | 65                                              | 67                                              | 72                                              | 80                                              | 80                                              | 76                                              | 73                                              | 67                                              | 68                                              | 67                                              | 71                                              |
| 平均月間日照時間                                        | 103.7                                           | 122.3                                           | 159.5                                           | 178.1                                           | 189.6                                           | 125.0                                           | 175.3                                           | 207.0                                           | 172.2                                           | 178.9                                           | 137.2                                           | 114.3                                           | 1,863.1                                         |
| 出典：気象庁 (平均値：1991年-2020年、極値：1878年-現在) |                                                 |                                                 |                                                 |                                                 |                                                 |                                                 |                                                 |                                                 |                                                 |                                                 |                                                 |                                                 |                                                 |

## 歴史

### 年表
戦国時代から天正期まで
- 天文24年（1555年） - 長崎織部亮為英によって京都から諏訪社を分祀。
- 永禄10年（1567年） - 宣教師ルイス・デ・アルメイダによるキリスト教の布教。
- 永禄12年（1569年）- 長崎最初の教会、トードス・オス・サントス設立。[12]
- 元亀元年（1570年） - 大村純忠長崎開港。
- 元亀2年  （1571年） - ポルトガル船初来航（〜寛永16年（1639年））。大村純忠、六町（島原町、大村町、外浦町、平戸町、横瀬浦町、文知町）を建設。
- 天正8年（1580年） - 大村純忠、長崎港周辺部と茂木(現長崎市茂木町)をイエズス会に寄進。治外法権のイエズス会領となる（教会領長崎）。
- 天正10年（1582年） - 天正遣欧少年使節出発。
- 天正15年（1587年） - 豊臣秀吉による九州国分。長崎港での南蛮貿易独占のためバテレン追放令を布告。
- 天正16年（1588年） - 豊臣秀吉、長崎を直轄領とし、イエズス会城塞を破壊、鍋島直茂を代官とする。
- 天正20年（1592年） - 豊臣秀吉、寺沢広高を初の長崎奉行に任命する。
- 慶長2年（1597年） - 豊臣秀吉による日本二十六聖人の処刑。

江戸時代
- 慶長9年（1604年） - 徳川幕府、京都・堺・長崎に糸割符制度を導入。
- 慶長10年（1605年） - 長崎を徳川幕府直轄領に移管。長崎奉行小笠原一庵を派遣。
- 慶長14年12月12日（1610年1月6日） - デウス号焼討ち事件。
- 慶長17年（1612年） - 禁教令。バテレン教会の破壊と布教の禁止。宣教師、信者は国外追放。
- 元和2年（1622年） - 貿易港を平戸と長崎に限定。
- 元和8年（1622年） - 元和の大殉教。
- 寛永元年（1624年） - 興福寺創建。
- 寛永3年（1626年） - 崇福寺創建。
- 寛永11年（1634年） - 眼鏡橋架橋。長崎くんちの始まり。
- 寛永12年（1635年） - 出島完成、ポルトガル人を収容する。
- 寛永16年（1639年） - ポルトガル人追放。
- 寛永18年（1641年） - オランダ東インド会社の平戸商館、出島に移転。
- 寛永19年（1642年） - 市中の遊女屋を全て丸山町に集める。
- 延宝元年（1673年） - イギリス船リターン号来航、通商要求は拒絶。日本に来航できる欧州の国はオランダ1国のみに確定。
- 元禄2年 （1689年） - 唐人屋敷、新地唐人荷物蔵設置。
- 元禄3年（1690年） - ドイツ人エンゲルベルト・ケンペルがオランダ商館付医師として来日。
- 元禄11年（1698年） - 長崎会所設置。
- 元禄13年（1701年） - 長崎喧嘩騒動。
- 正徳5年（1715年） - 新井白石、国際貿易額を制限する長崎新令を制定。
- 享保9年（1724年） - 銅座設置。
- 文化元年（1804年） - ロシアの外交官ニコライ・レザノフ来航。
- 1808年（文化5年） - イギリス軍艦フェートン号侵入。
- 1823年（文政6年） - シーボルト来日（翌年、鳴滝塾開設）。
- 文政11年（1828年） - シーボルト事件。
- 天保9年（1838年） - 小川町大火災。
- 弘化2年（1845年） - イギリス海軍サマラン号来航事件。
- 嘉永6年（1853年） - ロシア軍人エフィム・プチャーチン来航。
- 安政元年（1854年） - 長崎港開放。
- 安政2年（1855年） - 長崎海軍伝習所開設（〜安政5年1858年）。
- 安政5年（1858年） - 長崎英語伝習所設置。日英通商条約交渉のため英国のエルギン卿と秘書のローレンス・オリファント来日。長崎の町（と人々）が非常に清潔で乞食も見当たらないと記す[13]。
- 安政6年（1859年） - オランダ商館閉鎖。
- 万延元年（1860年）- ロシア艦隊乗組員向けの稲佐遊郭置かれる[14]。
- 文久元年（1861年 ） - 長崎製鉄所、長崎養生所設置。グラバー、ジャーディン・マセソン商会長崎代理店設立。
- 文久3年（1863年） - グラバー邸竣工。
- 元治元年（1864年） - 日仏修好通商条約に基づき大浦天主堂完成。
- 元治2年、慶応元年（1865年） - グラバー、大浦海岸で蒸気機関車を走行させる。大浦天主堂主任司祭ベルナール・プティジャン神父、隠れキリシタン発見（いわゆる信徒発見）。
- 慶応3年（1867年） - 浦上四番崩れ。
- 慶応4年（1868年） - 長崎奉行河津祐邦退去。九州鎮撫総督澤宣嘉長崎府に着任。

明治期から第二次大戦まで
- 明治3年（1870年） - 外国人居留地完成。
- 1878年（明治11年） - 長崎区役所設置。
- 1886年（明治19年） - 寄港中の清国北洋艦隊水兵による暴動事件。
- 1889年（明治22年）4月1日 - 市制施行で長崎市が発足する。
- 1893年（明治26年） - 孔子廟完成。
- 1899年（明治32年） - 居留地回収。
- 1912年（大正元年） - コレラが流行。周辺町村も合わせて2000人が罹患[15]。
- 1914年（大正3年） - 市内で天然痘が流行。患者数は1月から8月までに150人余り[16]。
- 1923年（大正12年）2月11日 - 長崎-上海間に日本郵船による日華連絡船航路の運航が開始される。
- 1933年（昭和8年）12月1日 - 長崎市歌を制定。
- 1934年（昭和9年） - 3月から5月にかけて国際産業観光博覧会が開催される。
- 1940年（昭和15年） - 長崎造船所で戦艦武蔵進水。
- 1945年（昭和20年）8月9日 - 午前11時2分、アメリカ軍により原子爆弾が投下される[17]。7万人以上の住民が死亡し、市内家屋の約36%が壊滅。

第二次大戦後
- 1945年（昭和20年）9月23日 - 市内にアメリカ軍第2海兵師団が進駐[18]
- 1955年（昭和30年）8月 - 平和祈念像完成。
- 1959年（昭和34年） - 市制70周年と新市庁舎落成を記念して「長崎市民歌」を選定。
- 1972年（昭和47年）10月2日 - 長崎トンネル（長崎本線・新線）開通。
- 1977年（昭和52年）
  - 10月15日 - 平戸発長崎行きの西肥バスが阿蘇赤軍を名乗る人物によりバスジャックされる（長崎バスジャック事件）。
  - 11月 国際観光文化都市に指定される。
- 1981年（昭和56年）2月 - ヨハネ・パウロ2世長崎訪問。
- 1982年（昭和57年）7月23日 - 最大1時間雨量が111.5mmという記録的な大雨が降り299人が犠牲となった（長崎大水害）。
- 1990年（平成2年）1月18日 - 長崎市長銃撃事件が発生し長崎市長の本島等が重傷の被害を受ける。
- 1991年（平成3年） - 東山手・南山手が、国の重要伝統的建造物群保存地区として選定される。
- 1994年（平成6年） - 建物や橋、植物などの被爆による現況調査と現存した建造物の保存対策開始[19]
- 1997年（平成9年）4月1日 - 中核市に指定される。
- 2007年（平成19年）4月17日 - 長崎市長射殺事件が発生、市長の伊藤一長は翌日午前2時28分に死亡が確認された。
- 2022年（令和4年）9月23日 - 西九州新幹線が長崎駅-武雄温泉駅間で開業。
- 2023年（令和5年）1月4日 - 長崎市魚の町に市役所移転[1]。

※行政区域の変遷は別記。

### 事始め
- 英字新聞（日本初、ナガサキ・シッピング・リスト・アンド・アドバタイザーを参照）
- 国際電信（日本初）
- 缶詰製造（日本初）
- 汽車（日本初の蒸気機関車が走った場所である。慶応元年（1865年）イギリス人商人のグラバーが上海から輸入した英国製蒸気機関車「アイアン・デューク」号を大浦海岸（数百メートル）で走らせたことから、長崎市梅香崎町の市民病院前に「我が国鉄道発祥の地」の碑がある。「鉄道発祥記念碑」は日本で初めて鉄道の営業運転（1872年）が行われた横浜市にある。日本の鉄道史を参照。）
- 気球飛揚の地（日本初）
- コーヒー（伝来）
- ワイン（伝来）
- ジャガイモ（伝来）
- 鉄橋（日本初）（銕橋を参照）
- バドミントン（伝来）
- ボウリング場（日本初）
- ヨット（日本初、英国人船大工が英国商人の注文で建造）
- オランウータン（伝来）
- ダチョウ（伝来）

### 天領 長崎
- 市中と郷

長崎奉行の管理下にあった天領としての長崎は、「市中」という内町・外町と、「郷」という農村部から成っていた。内町は、大村純忠が1571年（元亀2年）に造った6町（島原町、大村町、外浦町、平戸町、横瀬浦町、文知町）をはじめとして、1593年までに本興善町など23町が成立していた。外町は、材木町、本紺屋町、袋町、酒屋町などで、1597年（慶長2年）に内町との町域を定めた。
ポルトガルなどとの貿易によって栄えた長崎は、町の区域が徐々に拡大していったが、その領地は幕府領と大村領に混在していたため、1605年（慶長10年）に幕府領の一部と大村領の一部を交換し、円滑な支配が行えるようにした。
これにより「市中」と「郷」からなる天領長崎が確立したが、外町の町域はその後も拡大を続け、1672年（寛文12年）には内町26町、外町51町とされ、両町合計77町になった。さらに、外町の出島町と遊廓のあった丸山町、寄合町の3町を加え、80町となった。1676年(延宝4年）には外町の検地が行われ、これによって長崎の町域が決定した。1699年（元禄12年）には、内町と外町の区分が解消されている。
幕末の1857年に外国人居留地を建設するために大村領戸町村が幕府に没収されたが、この時までは上記の体制が続いた。
※行政区域の変遷は別記。

### 2020年夏季オリンピック誘致関係
- 広島・長崎オリンピック構想
- ヒロシマ・オリンピック構想

当初は広島市・長崎市共催での五輪開催を提案するも国際オリンピック委員会が共催不可とする判断から長崎市が招致断念。その後広島市単独で招致を目指したが、ヒロシマ五輪反対派が広島市長に当選したことや東日本大震災後の世相から広島市も招致を断念した。

## 行政

### 行政区域の変遷
- 1889年（明治22年）4月1日
  - 市制施行により、長崎区の全域及び上長崎村・下長崎村の各一部の区域をもって長崎市が発足する（推定面積7.00km2　人口54,502人）。
  - 町村制施行により、西彼杵郡及び北高来郡のうち後の市域にあたる以下の各村が発足。（）は合併・分割または改称した村、他は単独での村制施行。
    - 西彼杵郡：上長崎村（上長崎村の残部）・下長崎村（下長崎村の残部）・戸町村・淵村（←浦上淵村・神ノ島村）・浦上山里村・西浦上村・小ヶ倉村・土井首村（←土井首村・竿浦村・平山村）・福田村・深堀村（←深堀村・大籠村・香焼村）・日見村・茂木村・式見村・矢上村・三重村・伊王島村（←伊王島・沖ノ島）・高島村（高島）・野母村・脇岬村（脇御岬村）・樺島村・高浜村・為石村・川原村・蚊焼村（←蚊焼村・布巻村）・神浦村・黒崎村・村松村・長浦村
    - 北高来郡：戸石村・古賀村
- 1898年（明治31年）
  - 7月1日 - 深堀村から香焼村が分立する。
  - 10月1日
    - 下長崎村の全域及び上長崎村・戸町村・淵村の各一部を編入する（面積（推）16.00km2　人口113,307人）。
    - 淵村から小榊村が分立する。
- 1919年（大正8年）10月1日 - 茂木村が町制施行、茂木町となる。
- 1920年（大正9年）10月1日 - 上長崎村・浦上山里村を編入する（面積41.10km2　人口232,912人）。
- 1938年（昭和13年）4月1日 - 西浦上村・小ヶ倉村・土井首村・小榊村を編入する（面積90.54km2　人口268,954人）。
- 1948年（昭和23年）10月1日 - 高島村が町制施行、高島町となる。
- 1950年（昭和25年）4月1日 - 福田村の一部を編入する（面積90.64km2　人口247,248人）。
- 1955年（昭和30年）
  - 1月1日 - 福田村・深堀村を編入する（面積114.23km2　人口292,765人）。
  - 2月1日 - 日見村を編入する（面積121.32km2　人口296,323人）。
  - 2月11日
    - 矢上村・戸石村・古賀村が新設合併し町制施行、東長崎町が発足。
    - 為石村・川原村・蚊焼村が新設合併し町制施行、三和町が発足。
    - 神浦村・黒崎村が新設合併し、外海村が発足。

  - 4月1日 - 高浜村の一部・野母村・脇岬村・樺島村が新設合併し町制施行、野母崎町が発足。同日、高浜村の残部（端島名）と高島町が新設合併し、あらためて高島町が発足。
- 1959年（昭和34年）1月15日 - 村松村の一部と長浦村が新設合併し、琴海村が発足。
- 1960年（昭和35年）5月3日 - 外海村が町制施行、外海町となる。
- 1961年（昭和36年）11月3日 - 香焼村が町制施行、香焼町となる。
- 1962年（昭和37年）
  - 1月1日 - 茂木町・式見村を編入する（面積165.41km2　人口372,027人）。
  - 5月20日 - 伊王島村が町制施行、伊王島町となる。
- 1963年（昭和38年）4月20日 - 東長崎町を編入する（面積206.62km2　人口392,072人）。
- 1969年（昭和44年）1月1日 - 琴海村が町制施行、琴海町となる。
- 1973年（昭和48年）
  - 3月31日 - 三重村を編入する（面積238.12km2　人口431,181人）。
  - 4月1日 - 時津町の一部（横尾地区）を編入する（面積239.03km2　人口433,196人）。
- 2005年（平成17年）1月4日 - 香焼町・伊王島町・高島町・野母崎町・三和町・外海町を編入する（面積338.72km2　人口447,103人）。
- 2006年（平成18年）1月4日 - 琴海町を編入する（面積406.35km2　人口454,739人）。

### 市庁舎

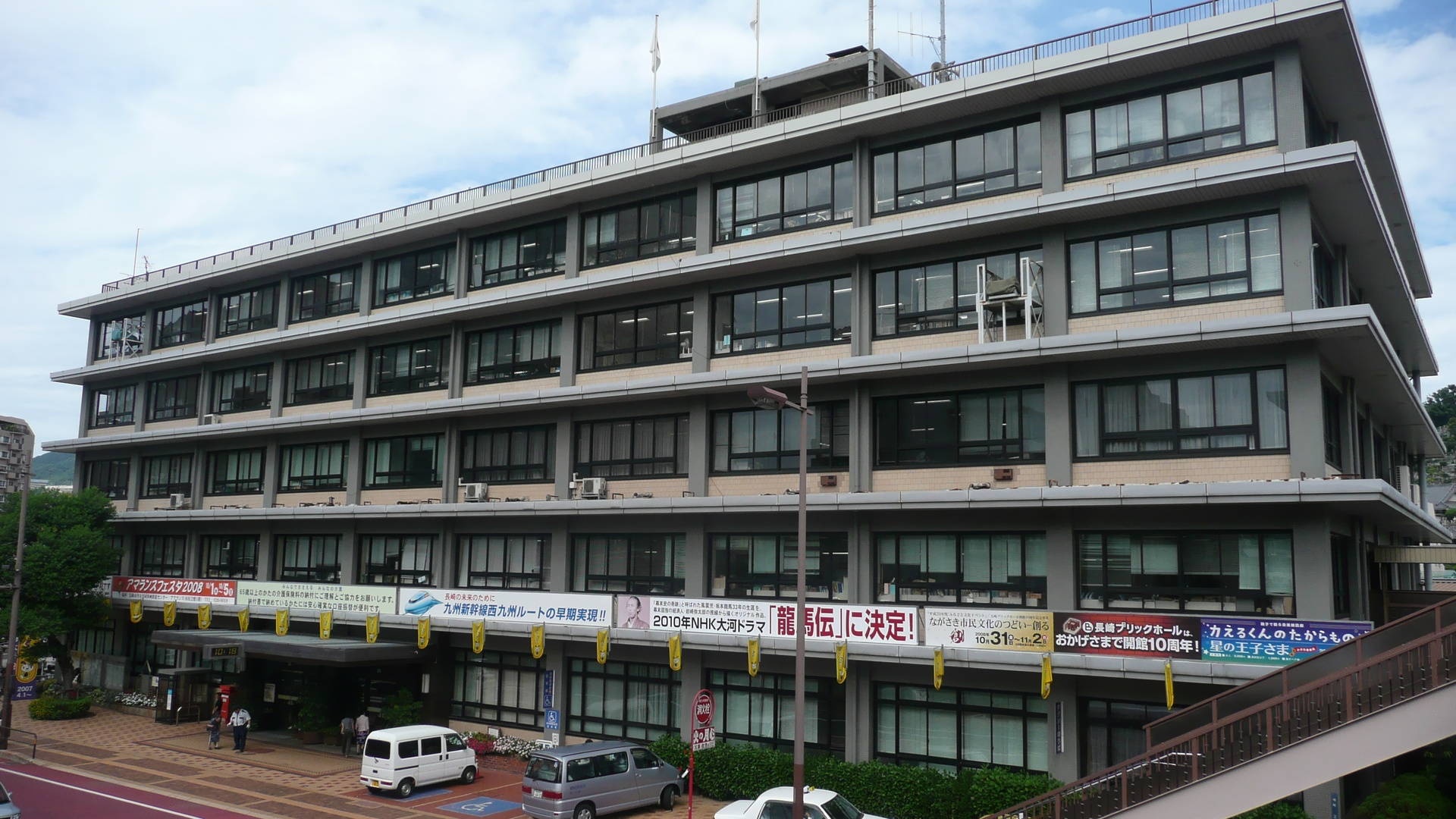
旧長崎市役所（桜町庁舎）

- 長崎市役所
  - 本庁（長崎県長崎市魚の町4-1）
長崎市役所の機能は2022年12月まで市役所本館（長崎市桜町2番22号）、市役所別館、商工会館内、金屋町別館、桜町第2別館、市民会館内、興善町民間ビル内、市民活動センター内、交通産業ビル内に分散していたが、2023年1月4日から長崎市魚の町の庁舎に移転して市役所機能のほぼすべてが集約されることになった[1]。
  - 総合事務所（4）- 中央総合事務所、東総合事務所、南総合事務所、北総合事務所
  - 地域センター（20） - 中央、小ヶ倉、土井首、小榊、西浦上、滑石[注釈 1]、福田、深堀、日見、茂木、式見、東長崎、三重、香焼、伊王島、高島、野母崎、三和、外海、琴海
2017年（平成29年）10月から長崎市は支所および行政センターを「地域センター」に改称・改編した[20]。また長崎市役所本館1階に「中央地域センター」が、市内4か所（市役所・東長崎・三和・琴海）に土木・保健・生活保護などを担当する「総合事務所」が設置された[20]（中央地域センターは2023年1月の市役所移転後も市役所1階に設置されている[1]）。
  - 消費者センター（メルカつきまち内）-パスポート窓口[21]

### 県の機関
- 長崎県庁
  - 長崎振興局

### 警察
- 長崎県警察
  - 長崎警察署 -中心部、東部[注釈 2]、西部の一部
  - 浦上警察署 -北部、西部の一部
  - 大浦警察署 -南部
  - 時津警察署 - 三重地区、旧外海町、旧琴浦町(長崎県)

### 消防
- 長崎市消防局
  - 中央消防署
  - 北消防署
  - 南消防署

### 病院
国立
- 長崎大学病院

市立
- 長崎みなとメディカルセンター（2016年3月末に長崎みなとメディカルセンター成人病センターを統合）

## 姉妹都市・提携都市

### 海外
姉妹都市
- セントポール（アメリカ合衆国ミネソタ州）：日本史上最初の姉妹都市提携。
- サントス（ブラジル連邦共和国サンパウロ州）
- ポルト（ポルトガル共和国ポルト県）
- ミデルブルフ（オランダ王国ゼーラント州）
- ライデン市（オランダ王国南ホラント州）[22]
- 福州市（中華人民共和国福建省）
- ヴォスロール（フランス共和国ノルマンディー地方

友好都市
- アバディーン市（イギリス連合王国スコットランド）
- 中山市（中華人民共和国広東省）
- ヴュルツブルグ市（ドイツ連邦共和国バイエルン州）

### 国内
提携都市
- 広島市（広島県）[24]
1975年（昭和50年）8月5日 - 平和文化都市提携 <長崎市への原子爆弾投下>
- 相生市（兵庫県）
2002年（平成14年）4月16日 - ペーロン都市交流提携

その他
- 開港5都市間交流
1993年（平成5年）8月 - 1858年(安政5年)の日米修好通商条約により日本最初に開港した5都市共同で交流事業を実施
- 龍馬の絆都市間交流
2014年（平成26年）11月15日 - 龍馬の絆で結ぶ都市間交流宣言締結[25]

## 議会

### 市議会
- 定数：40[26]
  - 当初、長崎市の条例で44と定められていたが、2005年（平成17年）から2006年（平成18年）の市町村合併特例で51（44＋旧7町より1議席ずつ）になった。2009年（平成21年）2月に、市議会議員定数見直し法案が可決され、40に減員。2011年（平成23年）4月の選挙からこの定数が適用された[27]。
- 議長：佐藤正洋（明政クラブ）
- 副議長：梅原和喜（市民クラブ）

| 会派名                                           | 議員数 |
| ------------------------------------------------ | ------ |
| 市民クラブ（国民民主党・立憲民主党・社会民主党） | 9      |
| 自民創生（自由民主党）                           | 9      |
| 明政クラブ（自由民主党）                         | 9      |
| 公明党                                           | 6      |
| 令和長崎（無所属）                               | 4      |
| 日本共産党                                       | 3      |

※ 2019年5月13日現在。

### 県議会（長崎市選挙区）
- 定数：14名
- 任期：2019年（平成31年）4月30日〜2023年（令和5年）4月29日

| 議員名     | 会派名               | 備考             |
| ---------- | -------------------- | ---------------- |
| 中村泰輔   | 改革21               | 党籍は国民民主党 |
| 麻生隆     | 公明党               |                  |
| 浅田眞澄美 | 自由民主党・県民会議 |                  |
| 堀江ひとみ | 日本共産党           |                  |
| 中山功     | 自由民主党・県民会議 |                  |
| 赤木幸仁   | 改革21               | 党籍は立憲民主党 |
| 川崎祥司   | 公明党               |                  |
| 江真奈美   | 自由民主党           |                  |
| 深堀浩     | 改革21               | 党籍は国民民主党 |
| 下条博文   | 自由民主党           |                  |
| 前田哲也   | 自由民主党           |                  |
| 坂本浩     | 改革21               | 党籍は社会民主党 |
| 浦川基継   | 自由民主党           |                  |
| 久保田将誠 | 自由民主党           |                  |

### 衆議院選挙区
- 第50回衆議院議員総選挙
  - 任期 ： 2024年（令和6年）10月27日 - 2028年（令和10年）10月26日（「第50回衆議院議員総選挙」参照）

| 選挙区                | 議員名   | 党派名     | 当選回数 | 備考   |
| --------------------- | -------- | ---------- | -------- | ------ |
| 長崎県第1区（長崎市） | 西岡秀子 | 国民民主党 | 3        | 選挙区 |

- 第49回衆議院議員総選挙（「第49回衆議院議員総選挙」参照）

| 選挙区                                            | 議員名   | 党派名     | 当選回数 | 備考   |
| ------------------------------------------------- | -------- | ---------- | -------- | ------ |
| 長崎県第1区（旧琴海町、旧外海町地区を除く長崎市） | 西岡秀子 | 国民民主党 | 2        | 選挙区 |
| 長崎県第2区（旧琴海町、旧外海町地区の長崎市など） | 加藤竜祥 | 自由民主党 | 1        | 選挙区 |

## 国の機関
総務省
- 長崎行政評価事務所

法務省
- 長崎地方法務局
- 長崎保護観察所
- 長崎地方検察庁
- 福岡出入国在留管理局長崎出張所
- 長崎拘置支所（2025年4月1日廃止、諫早市の長崎刑務所に集約）[28]
- 長崎少年鑑別所

厚生労働省
- 九州厚生局長崎事務所
- 福岡検疫所長崎検疫所支所
- 長崎労働局
- 長崎労働基準監督署
- 長崎公共職業安定所
- 国立長崎原爆死没者追悼平和祈念館

農林水産省
- 九州農政局長崎県拠点
- 長崎森林管理署長浦森林事務所
- 門司植物防疫所福岡支所長崎出張所

財務省
- 長崎税関
- 長崎税務署
- 福岡財務支局長崎財務事務所

国土交通省
- 長崎運輸支局
- 運輸安全委員会長崎事務所
- 長崎地方海難審判所
- 長崎地方気象台
- 長崎海上保安部
- 九州地方整備局長崎港湾・空港整備事務所
- 九州地方整備局長崎河川国道事務所

防衛省
- 九州防衛局長崎防衛支局
- 自衛隊長崎地方協力本部

## 国際機関
- 在長崎中華人民共和国総領事館
- 在長崎フランス名誉領事館
- 在長崎オランダ王国名誉領事館
- 在長崎ポルトガル名誉領事館

## 産業
工業、造船業
三菱重工業長崎造船所、三菱電機などの工場が集中。長崎が三菱の企業城下町とも言われる所以である。
観光業
鎖国時代からみなとが海外に開かれていたことから、異国情緒のある街として知られる。また、原子爆弾の被爆地であることから、修学旅行の目的地とする学校も多い。
水産業
長崎漁港は捕鯨や東シナ海を漁場とする「以西底引き網」の基地として繁栄。1989年に市北西部の畝刈・三重地区に主な漁港機能を移転した。長崎漁港以外にも多くの漁港がある。
畜産業
西彼杵半島南部では肉牛・乳牛の養育も行われる。

### 本社を置く主な企業など
- コミュニケーションワン
- 五島製麺
- たらみ
- チョーコー醤油
- 長崎電気軌道
- 長崎自動車（長崎バスグループ）
- 浜屋百貨店（浜屋デパート）
- カステラ本家福砂屋
- 文明堂総本店（各地の文明堂の元祖）
- 桃太呂
- HTBクルーズ
- 童話館
- 十八親和銀行
- 長崎銀行
- 山田水産

### 金融機関

#### 銀行
- 中央銀行 - 日本銀行
- 都市銀行 - みずほ銀行、三菱UFJ銀行、三井住友銀行（法人営業のみ）
- 地方銀行 - 十八親和銀行（本店、支店52、出張所1）[29]、佐賀銀行、福岡銀行、西日本シティ銀行、肥後銀行、北九州銀行（旧山口銀行）
- 第二地方銀行 - 長崎銀行（本店、支店11）[30]
- 政策金融機関 - 日本政策金融公庫、商工組合中央金庫

#### 信金・信組・労金など
- 信用金庫 - たちばな信用金庫
- 信用組合 - 長崎三菱信用組合、近畿産業信用組合、長崎県医師信用組合
- 労働金庫 - 九州労働金庫（ろうきん）
- 農林中央金庫

#### 農協・漁協・生協
- JA長崎せいひ（JAバンク）
  - 本店（元船）、支所19、出張所2[31]
- 漁業協同組合（JFマリンバンク）
  - 茂木漁協、長崎市みなと漁協、長崎市たちばな漁協、九州信漁連長崎統括支店[32][注釈 3]
- 全労済長崎県本部

#### 郵便局
- 郵便局（ゆうちょ銀行）[注釈 4]
  - 集配局12局
    - 長崎中央郵便局、長崎北郵便局、長崎東郵便局
    - 茂木郵便局、深堀郵便局、三和郵便局、野母崎郵便局
    - 三重郵便局、村松郵便局、式見郵便局、神浦郵便局、黒崎郵便局

  - 無集配局63局
  - 簡易郵便局8局[33]

### 商業
長崎市の商業地区は大きく4つに分けられる（長崎市中心部、長崎市中部地区、住吉地区、東長崎地区など）。

#### 中心部
眼鏡橋などといった文化財が多く、また路面電車が長崎市中心部を走る。長崎駅付近、新地中華街にはバスターミナルもある。
大規模アーケード商店街である浜町アーケードやベルナード観光通アーケード、またゆめタウン夢彩都やアミュプラザ長崎など大型複合商業施設が多い地区であり、浜町〜観光通一帯は古くから長崎一の繁華街で、思案橋・丸山地区は江戸時代以来の歓楽街である。
高層建築物が多く、長崎港は近年急速に開発が進み、長崎港ターミナル、松が枝国際ターミナル、水辺の森公園などが十年前〜近年整備された。水辺の森公園内には長崎県美術館、AIGなどもある。また、長崎駅裏の長崎漁港跡地には長崎県庁舎、県警本部などの移転のため土地開発も進んでいる。

#### 長崎市中部（浦上駅周辺）
北部が原爆落下中心部であり、原爆資料館や平和公園がある。
JR浦上駅があり、この駅を通る全列車が停車する。地元バス会社が経営するみらい長崎ココウォーク（バスターミナルと合体している）が2008年にオープンした。
近くには長崎新聞社や長崎文化放送など地元メディア局や、長崎ブリックホールなどといった文化的施設が多い。

#### 西浦上地区
中園商店街とサンモール住吉がある。付近は再開発が進み、複合商業施設チトセピアやジョイフルサン、ダイレックスなどがある。長崎大学の文教キャンパスにも近いため、学生向けの店やアパートなども多い。
路面電車は3路線で、昼間は約3分に1本以上（平和公園・長崎駅前・中心部方面行き）、バスは住吉地区が各住宅街からのバスの経由地となっているため絶えず運行されており、交通の便も良い。

#### 東長崎地区
1963年4月1日までは東長崎町であった。長崎市中心部寄りに隣接する日見地区を含める場合もある。
国道34号線日見バイパスが通る。路面電車は通っておらず、JRの鉄道路線も東長崎北部を通っているため（JR現川駅、肥前古賀駅）、公共交通の中心はバスである。
2012年、東部地区ニコニコセンター（支所併設）がオープンした。

#### 主な大規模商業施設
- ゆめタウン夢彩都（大波止地区）
- アミュプラザ長崎（長崎駅）
- みらい長崎ココウォーク（茂里町）
- 長崎西洋館（浜口町・川口町）
- チトセピア（千歳町）

- 浜屋百貨店（浜町）地下1階、地上9階建て
- 長崎大丸（浜町） - 2011年7月31日をもって閉店。
- 長崎玉屋（佐世保玉屋長崎支店。新大工町） - 2014年2月をもって閉店。
- イオン東長崎ショッピングセンター（東長崎地区最大。約30のテナント）

## 教育

### 大学
国立
- 長崎大学

県立
- 長崎県立大学（佐世保校、シーボルト校）

私立
- 活水女子大学
- 長崎外国語大学
- 長崎純心大学
- 長崎総合科学大学

### 短期大学
私立
- 長崎女子短期大学

※廃校になった短期大学に関しては廃止された日本の短期大学一覧を参考。

### 高等学校
県立
- 長崎西高等学校
- 長崎北高等学校
- 長崎工業高等学校（全日制・定時制）
- 長崎鶴洋高等学校

- 長崎東高等学校
- 長崎南高等学校
- 鳴滝高等学校（定時制・通信制）
- 長崎明誠高等学校

市立
- 長崎商業高等学校

私立
- 海星高等学校
- 活水高等学校（女）
- クラーク記念国際高等学校長崎キャンパス
- 瓊浦高等学校
- 純心女子高等学校（女）
- 精道三川台高等学校（男）
- 聖母の騎士高等学校（男）

- 長崎玉成高等学校
- 長崎女子高等学校（女）
- 長崎女子商業高等学校（女）
- 長崎総合科学大学附属高等学校
- 長崎南山高等学校（男）
- こころ未来高等学校（広域通信制）

※廃校になった高等学校に関しては長崎県高等学校の廃校一覧#長崎市を参考。

### 中学校
（*印は小中併設校）
国立
- 長崎大学教育学部附属中学校

県立
- 長崎県立長崎東中学校

市立
- 伊王島中学校（いおうじま）
- 池島中学校*（いけしま）
- 岩屋中学校（いわや）
- 梅香崎中学校（うめがさき）
- 大浦中学校（おおうら）
- 片淵中学校（かたふち）
- 琴海中学校（きんかい）
- 外海中学校（そとめ）
- 香焼中学校（こうやぎ）
- 小江原中学校（こえばる）
- 小ヶ倉中学校（こがくら）
- 小島中学校（こしま）

- 桜馬場中学校（さくらばば）
- 三和中学校（さんわ）
- 高島中学校*（たかしま）
- 橘中学校（たちばな）
- 土井首中学校（どいのくび）
  - 開成分校*（かいせい）
- 戸町中学校（とまち）
- 長崎中学校（ながさき）
- 滑石中学校（なめし）
- 西浦上中学校（にしうらかみ）
- 西泊中学校（にしどまり）
- 野母崎中学校（のもざき）
- 東長崎中学校（ひがしながさき）

- 日見中学校（ひみ）
- 日吉中学校*（ひよし）
- 深堀中学校（ふかほり）
- 福田中学校（ふくだ）
- 淵中学校（ふち）
- 丸尾中学校（まるお）
- 三重中学校（みえ）
- 三川中学校（みかわ）
- 緑が丘中学校（みどりがおか）
- 南中学校*（みなみ）
- 茂木中学校（もぎ）
- 山里中学校（やまざと）
- 横尾中学校（よこお）

私立
- 海星中学校
- 活水中学校（女）
- 純心中学校（女）
- 精道三川台中学校（男）

- 聖マリア学院中学校（休校中）
- 長崎精道中学校（女）
- 長崎南山中学校（男）

※規模適正化により、統廃合された中学校に関しては、長崎県中学校の廃校一覧#長崎市を参考。

### 小学校
（*印は小中併設校）
国立
- 長崎大学教育学部附属小学校

市立
- 飽浦小学校（あくのうら）
- 朝日小学校（あさひ）
- 畝刈小学校（あぜかり）
- 愛宕小学校（あたご）
- 伊王島小学校（いおうじま）
- 池島小学校*（いけしま、休校）
- 稲佐小学校（いなさ）
- 伊良林小学校（いらばやし）
- 大浦小学校（おおうら）
- 大園小学校（おおぞの）
- 形上小学校（かたがみ）
- 上長崎小学校（かみながさき）
- 蚊焼小学校（かやき）
- 川原小学校（かわら）
- 神浦小学校（こうのうら）
- 香焼小学校（こうやぎ）
- 小江原小学校（こえばる）
- 古賀小学校（こが）

- 小ヶ倉小学校（こがくら）
- 小榊小学校（こさかき）
- 小島小学校（こしま）
- 坂本小学校（さかもと）
- 桜が丘小学校（さくらがおか）
- 桜町小学校（さくらまち）
- 式見小学校（しきみ）
- 城山小学校（しろやま）
- 諏訪小学校（すわ）
- 銭座小学校（ぜんざ）
- 外海黒崎小学校（そとめくろさき）
- 高尾小学校（たかお）
- 高島小学校*（たかしま）
- 高城台小学校（たかしろだい）
- 橘小学校（たちばな）
- 為石小学校（ためし）
- 手熊小学校（てぐま）
- 戸石小学校（といし）
- 土井首小学校（どいのくび）

- 戸町小学校（とまち）
- 長浦小学校（ながうら）
- 滑石小学校（なめし）
- 鳴見台小学校（なるみだい）
- 南陽小学校（なんよう）
  - 開成分校*（かいせい）
- 西浦上小学校（にしうらかみ）
- 虹が丘小学校（にじがおか）
- 西北小学校（にしきた）
- 西坂小学校（にしざか）
- 西城山小学校（にししろやま）
- 西町小学校（にしまち）
- 西山台小学校（にしやまだい）
- 仁田佐古小学校（にたさこ）
- 野母崎小学校（のもざき）
- 晴海台小学校（はるみだい）
- 日見小学校（ひみ）
- 日吉小学校*（ひよし）
- 深堀小学校（ふかほり）

- 福田小学校（ふくだ）
- 北陽小学校（ほくよう）
- 三重小学校（みえ）
- 南小学校（みなみ）
- 南長崎小学校（みなみながさき）
- 三原小学校（みはら）
- 村松小学校（むらまつ）
- 女の都小学校（めのと）
- 茂木小学校（もぎ）
- 矢上小学校（やがみ）
- 山里小学校（やまざと）
- 横尾小学校（よこお）

私立
- 精道三川台小学校（男）
- 聖マリア学院小学校
- 長崎精道小学校（女）
- 長崎南山小学校

※規模適正化により、統廃合された小学校に関しては、長崎県小学校の廃校一覧#長崎市を参考。

### 幼稚園
国立
- 長崎大学教育学部附属幼稚園

市立
- 長崎市立認定こども園長崎幼稚園
- 長崎市立高島幼稚園

私立
- いなさ幼稚園
- くるみ西幼稚園
- 小江原ひかり幼稚園
- 光華幼稚園
- 聖マリア幼稚園
- 第2ひかり幼稚園
- 長崎南山幼稚園
- ひかり幼稚園
- 富士幼稚園
- 双葉幼稚園

- 宝珠幼稚園
- 友愛社会館幼稚園
- 百合幼稚園
- ロザリオ幼稚園
- あやめ東幼稚園
- 皓台寺幼稚園
- くるみ幼稚園
- 諏訪幼稚園
- 聖母の騎士幼稚園
- 聖母の騎士東長崎幼稚園

- 天童幼稚園
- 長崎女子短期大学付属第一幼稚園
- 長崎女子短期大学付属第二幼稚園
- 日見幼稚園
- 矢上幼稚園
- レデンプトール幼稚園
- うみのほし幼稚園
- 大園幼稚園
- くるみ北幼稚園

- 小鳩幼稚園
- 純心幼稚園
- すみよし幼稚園
- 聖アントニオ幼稚園
- 長崎信愛幼稚園
- 第二女の都幼稚園
- 滑石中央幼稚園
- みのりが丘幼稚園
- みやま幼稚園
- 女の都幼稚園

- ルンビニー幼稚園
- 大浦信愛幼稚園
- おおとり幼稚園
- 小ケ倉幼稚園
- 三和幼稚園
- さくら幼稚園
- ダイヤランド青い鳥幼稚園
- 野母崎幼稚園
- 深掘幼稚園
- 深掘純心幼稚園
- 第二双葉幼稚園

### 保育所
市立
- 緑ケ丘保育所
- 戸町保育所
- 山里保育所
- 小ケ倉保育所
- 大手保育所
- 仁田保育所

- 伊良林保育所
- 中央保育所
- 香焼保育所
- 蚊焼保育所
- 川原保育所
- 為石保育所

私立（認可）
- 若宮保育園
- あけのほし保育園
- 友愛八幡町保育園
- 慈光保育園
- 星座保育園
- お告げの聖母保育園
- しらゆり保育園
- 上長崎保育園
- にしやま保育園
- 西山台保育園
- 愛宕保育園
- 小島保育園
- 田上保育園
- 長照寺保育園
- 日吉幼児園

- 日見保育園
- 戸石保育園
- かき道ピノキオ保育園
- 教宗寺保育園
- つばさ保育園
- おひさま保育園
- 放光保育園
- 天童保育園
- ひよこ保育園
- 親愛園
- 旭保育園
- 稲佐保育園
- 木鉢双葉園
- 小百合園保育所
- 神ノ島愛児園

- 福田保育園
- 小江原保育園
- 長崎聖マリア保育園
- 式見保育園
- 畝刈保育園
- 三京えのき保育園
- 三重保育園
- 樫山保育園
- 黒崎聖母保育園
- 出津愛児園
- 外海まどか保育園
- 尾戸保育園
- 形上保育園
- 中央保育園
- 琴海保育園

- にしうみ保育園
- 大浦保育園
- 大浦児童園
- 桐ノ木保育園
- たんぽぽ保育園
- 戸町保育所
- ロザリオ保育園
- さくらんぼ保育園
- ダイヤランド保育園
- 唯念寺保育園
- 鶴見台保育園
- 森の風保育園
- ダーナ保育園
- 菜の花保育園
- 茂木保育園

- 香焼保育所
- 椿が丘保育園
- 高浜保育園
- 野母保育園
- 浄華保育園
- 伊王島幼児園
- 聖徳保育園
- 山王保育園
- もとお保育園
- みはら保育園
- さくら保育園
- うみのほし保育園
- 純心保育園
- ローザ保育園
- 立岩保育園

- 聖母保育園
- 青山保育園
- 城山保育所
- 友愛富士見町保育園
- 西浦上保育園
- 女の都青い鳥保育園
- あゆみ保育園
- 住吉保育園
- 赤迫保育園
- 葉山保育園
- コスモス保育園
- 滑石保育園
- 滑石センター保育園
- 長崎北保育園
- ピッパラ保育園

私立（認可外）
- City保育園　ざぼんちゃん本店
- City保育園　ざぼんちゃん浜町店
- 24時間保育施設　プチ保育園
- ほほえみ保育園
- アルムの風保育園

- KID´S ROOM花笑
- キンダーフィールド
- ふじ保育園
- ししの子保育園
- 託児保育所　森っ子らんど

- スマイルキンダ―
- 虹ヶ丘　まめの木保育園
- Skye International Preschool(スカイ　インターナショナル　プレスクール)
- 保育があでんTON☆TON
- 伊王島共生幼児園　ふるさと

### 特別支援学校
- 長崎大学教育学部附属特別支援学校
- 長崎県立長崎特別支援学校
- 長崎県立鶴南特別支援学校

### 図書館
- 長崎県立長崎図書館
- 長崎市立図書館
- 香焼図書館
  - その他、市の公民館、ふれあいセンターに図書室がある[36]。

### 博物館
- 長崎歴史文化博物館
- 長崎市歴史民俗資料館
- 長崎市外海歴史民俗資料館
- シーボルト記念館
- サント・ドミンゴ教会跡資料館
- 長崎市恐竜博物館

### 美術館
- 長崎県美術館
- 野口彌太郎美術館

### スポーツ
- V・ファーレン長崎（J2）
- 長崎ヴェルカ（B1.LEAGUE）

### スポーツ施設

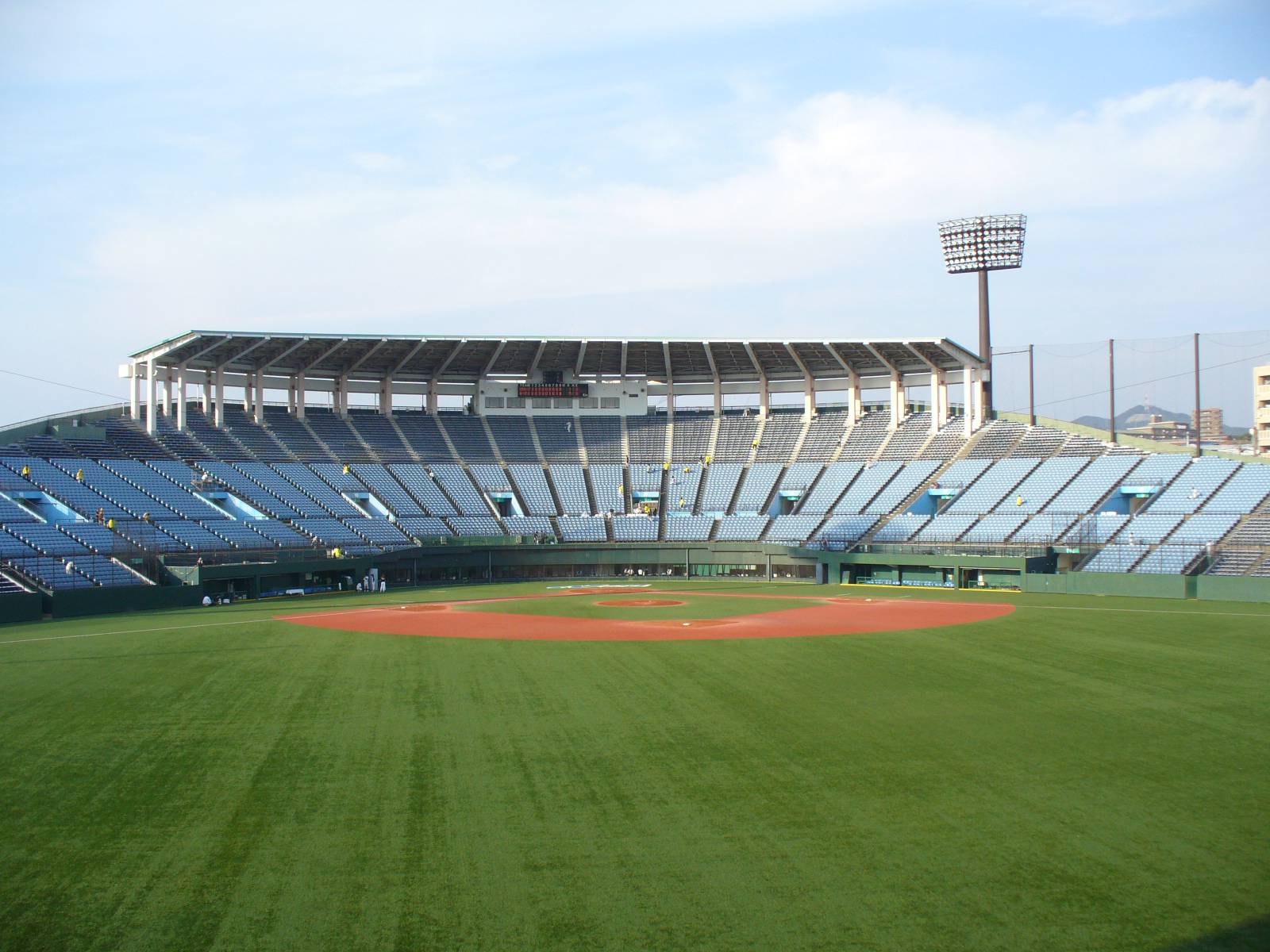
長崎県営野球場

- 長崎市総合運動公園（柿泊町、通称：かきどまり） - 野球場、陸上競技場、補助競技場、テニスコートなど。主な大会では主要会場となる。
- 長崎市営陸上競技場（松山町）
- 長崎県営野球場（大橋町、通称：ビッグNスタジアム）
- 長崎市営ラグビー・サッカー場（松山町）
- 長崎県立総合体育館（油木町、通称：アリーナかぶとがに）
- 長崎市民総合プール（松山町）
- 長崎市民木鉢プール
- 長崎市民網場プール
- 長崎東公園プール
  - 他にも数多くのスポーツ施設がある[37]。

## 交通

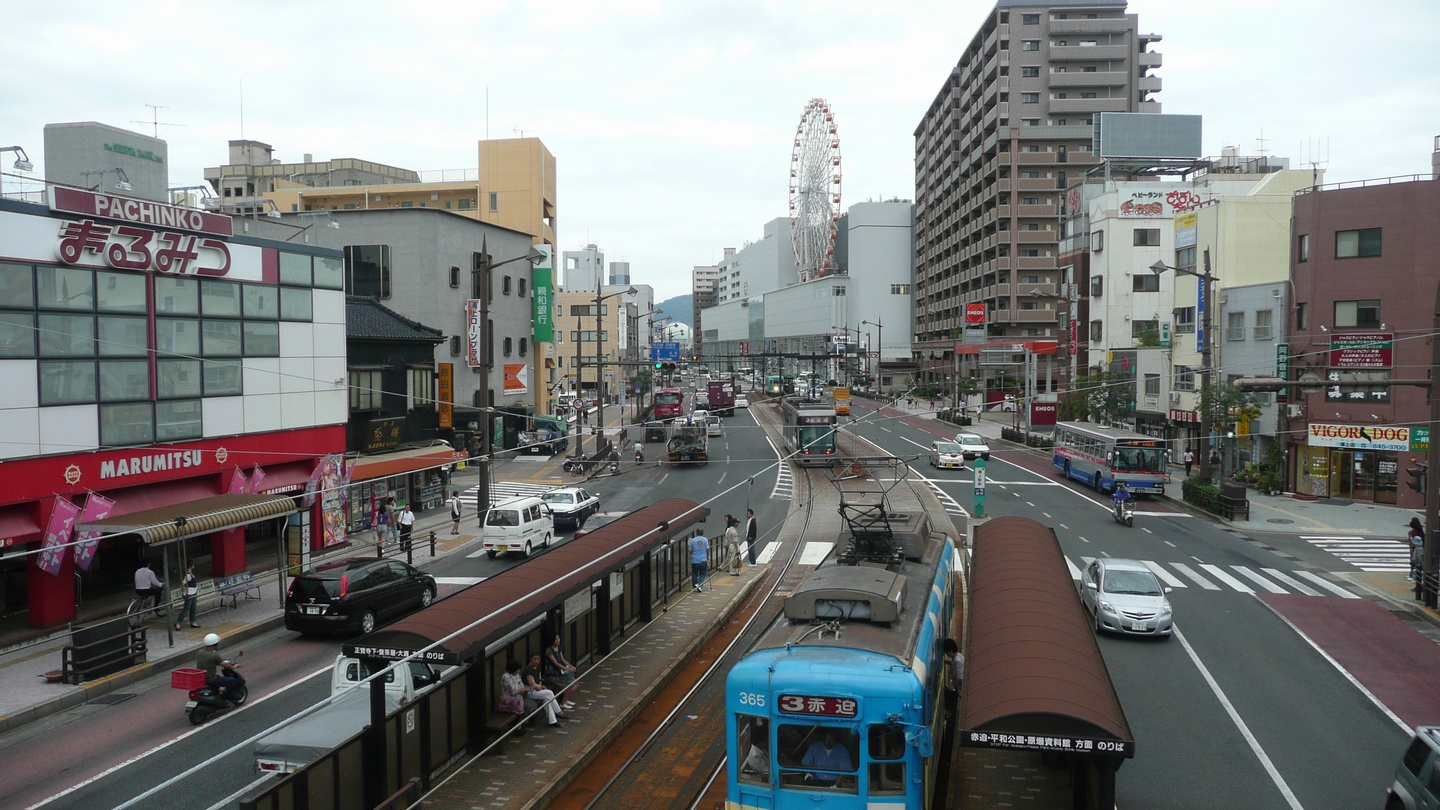
国道206号上を走る路面電車(浦上駅前)

- 最寄空港は大村市にある長崎空港。長崎バイパス経由と出島道路経由の2つの系統からなるリムジンバスで結ばれている。
- バスは県営（長崎県交通局）と民間バス会社（長崎自動車）が運営。長崎市が運行するコミュニティバスが8系統ある（業務は長崎自動車、さいかい交通、富川運送に委託）。桜の里ターミナルから更に先の旧外海町方面へ向かうバスはさいかい交通が運営。路線バスは長崎駅前・宝町・中央橋を中心として大型の車両が市内各地の急な坂の上や狭い道路まで乗り入れている。路線バスが入れない狭路へ向かう公共交通機関として乗合タクシーも5路線運行されており、長崎市が各タクシー会社に委託して運行している。
- 市内には路面電車（長崎電気軌道）があり、市民の足となっている。南北に線路が延びており、市中心部と、北部の副都心、南部の観光地区（南山手など）、中心部東より（新大工地区）を結ぶ5路線4（5）系統が運行。路面電車は大部分は国道を走っており、松山町付近の一部区間などは路面電車専用線（専用軌道）を走行する。
- JR長崎駅前にはバス停・電停・バスターミナルがあり多くの観光客が利用する。市内にはほかにみらい長崎ココウォークバスターミナル、長崎新地ターミナル、長崎交通会館バスターミナルなどのバスターミナルがある。
- JRは長崎駅、浦上駅などが市内にはある。武雄温泉 - 長崎間を結ぶ新幹線の「かもめ」、県内の都市を結ぶYC1系による快速「シーサイドライナー」などの様々な列車が運行されている。
- 道路は長崎自動車道と一般国道の他、ながさき出島道路、長崎バイパス、川平有料道路、ながさき女神大橋道路の各有料道路のほか、多くの県道がある。
- 斜面の多い都市のため階段になっている市道が多く、住民のためのモノレール「斜面移送システム」が、わずか3箇所（計200m程度）だが設置されている。
- #地理の項にもある通り、坂が多い地形の理由に加え、運賃サービスなどの効果により、当市における家計費支出の割合の中で、バス代の支出が2011年から2019年の間全国1位（総務省調査）となっている[38]。

### 鉄道
JR線、長崎電気軌道の中心駅は長崎駅である。
九州旅客鉄道（JR九州）
- 西九州新幹線
  - 長崎駅
- 長崎本線
  - 肥前古賀駅 - 現川駅 - 浦上駅 - 長崎駅
  - 道ノ尾駅[注釈 5] - 西浦上駅 - 浦上駅

長崎電気軌道
- 本線
  - 住吉停留場 - 昭和町通停留場 - 千歳町停留場 - 若葉町停留場 - 長崎大学停留場 - 岩屋橋停留場 - 浦上車庫停留場 - 大橋停留場 - 平和公園停留場 - 原爆資料館停留場 - 大学病院停留場 - 浦上駅前停留場 - 茂里町停留場 - 銭座町停留場 - 宝町停留場 - 八千代町停留場 - 長崎駅前停留場 - 五島町停留場 - 大波止停留場 - 出島停留場 - 新地中華街停留場 - 西浜町停留場 - 観光通停留場 - 思案橋停留場 - 崇福寺停留場
- 赤迫支線
  - 住吉停留場 - 赤迫停留場
- 桜町支線
  - 長崎駅前停留場 - 桜町停留場  - 市役所停留場
- 蛍茶屋支線
  - 西浜町停留場 - 浜町アーケード停留場 - めがね橋停留場 - 市役所停留場 - 諏訪神社停留場 - 新大工町停留場 - 新中川町停留場 - 蛍茶屋停留場
- 石橋支線
  - 新地中華街停留場 - メディカルセンター停留場 - 大浦海岸通停留場 - 大浦天主堂停留場 - 石橋停留場

### 索道
- 長崎ロープウェイ 淵神社駅 - 稲佐岳駅

### 高速道路
- 長崎自動車道
  - 長崎IC - 長崎芒塚IC（芒塚：すすきづか） - 長崎多良見インターチェンジ
- 長崎バイパス（国道34号バイパス）
  - 本線:間ノ瀬IC - 川平IC - 昭和町出入口
  - 西山線:川平IC - 西山出入口
- 川平有料道路（国道206号バイパス）
  - 川平IC
- ながさき出島道路（国道324号バイパス）

### 一般有料道路
- ながさき女神大橋道路

### 一般国道
- 国道34号（国道57号重複）
- 国道202号
- 国道206号
- 国道251号
- 国道324号
- 国道499号

### 県道
主要地方道
- 長崎県道28号長崎畝刈線
- 長崎県道29号香焼江川線
- 長崎県道33号長崎多良見線
- 長崎県道34号野母崎宿線
- 長崎県道45号東長崎長与線
- 長崎県道51号長崎南環状線
- 長崎県道57号神ノ浦港長浦線

一般県道
- 長崎県道111号道ノ尾停車場線
- 長崎県道112号長崎式見港線
- 長崎県道113号長与大橋町線
- 長崎県道115号長崎漁港村松線
- 長崎県道116号長崎芒塚インター線
- 長崎県道118号伊王島線
- 長崎県道185号高島線
- 長崎県道204号奥ノ平時津線
- 長崎県道216号池島循環線
- 長崎県道224号深堀三和線
- 長崎県道229号扇山公園線
- 長崎県道235号昭和馬町線
- 長崎県道236号神ノ島飽ノ浦線
- 長崎県道237号小ヶ倉田上線
- 長崎県道242号形上宮浦港線
- 長崎県道250号伊王島香焼線（伊王島大橋を含む1 km区間）
- 長崎県道251号樺島港脇岬線
- 長崎県道300号長崎野母崎自転車道線

※長崎県の県道一覧を参考。

### バイパスなど
- 長崎バイパス（国道34号）- 長崎自動車道 長崎多良見インターチェンジと直結。
- 日見バイパス（国道34号）
- 出島バイパス（国道324号）- 長崎自動車道 長崎インターチェンジと直結。ほとんどがながさき出島道路である。
- 長崎南バイパス（長崎県道51号長崎南環状線）- 長崎自動車道 長崎インターチェンジとを直結。途中ながさき女神大橋有料道路を通る。
- 矢上大橋 - もともと一般有料道路であったが、2012年（平成24年）4月に無料化された。

### 都市計画道路
- 浦上川線 - 元船と松山町を結ぶ区間。2010年（平成22年）11月21日に開通した都市計画道路である。途中高架2段となっており、茂里町ランプでは立体交差している。稲佐橋ランプでは当初地下立体交差での整備だったが、2012年現在平面交差点である。県のホームページにも地下立体交差の完成予想が掲載してある。

### 市道
- 油木町西町線 - 小江原地区と西町地区を結ぶ区間 - 2011年（平成23年）3月31日開通。
- 長崎市道相生町上田町2号線(グラバースカイロード) - 全国初のエレベーター(斜面・垂直の組み合わせ)として整備された公道。

### 高速バス
特記ないものは昼行
| 愛称名           | 運行会社                                  | 運行区間 |
| ---------------- | ----------------------------------------- | --- |
| オランダ号       | 近鉄バス                                  | 京都市・大阪市（難波・梅田）・神戸市（三宮） - 長崎新地・大波止・長崎駅前南口・ココウォーク茂里町 ★夜行 ※無期限運休中               |
| ユタカライナー   | ユタカ交通                                | 京都市・大阪市（難波・梅田）・神戸市（三宮） - 長崎駅 ★夜行                                                                         |
| 出島号           | 長崎県交通局                              | 北九州市・直方PA・若宮IC - 高速基山 - 高速神埼 - 昭和町・原爆資料館・長崎駅前                                                       |
| 九州号           | 九州急行バス                              | 福岡市 - 昭和町・平和公園・大波止・長崎駅前 福岡市・福岡空港（国際線） - 高速基山 - 嬉野市（嬉野温泉） - 昭和町・平和公園・長崎駅前 |
| りんどう号       | 長崎県交通局 九州産交バス                 | 熊本市・益城インター口・武蔵ヶ丘・西合志・植木IC・菊水IC - 昭和町・大橋・長崎駅前                                                   |
| サンライト号     | 長崎県交通局 長崎自動車 大分バス 大分交通 | 大分市・別府市 - 湯布院IC - 玖珠IC - 高速日田 - 高速甘木 - 昭和町・長崎駅前                                                         |
| ブルーロマン号   | 長崎県交通局 宮崎交通                     | 宮崎市・都城北・小林IC・えびのIC - 昭和町・長崎駅前 ※季節運行                                                                       |
| （愛称名なし）   | 長崎県交通局 西肥自動車                   | 佐々町・佐世保市・波佐見有田IC - 昭和町・長大東門前・大橋・浦上駅前・大波止・長崎駅前                                               |
| （愛称名なし）   | 西肥自動車                                | ハウステンボス - 大波止・長崎駅前                                                                                                   |
| 高速シャトルバス | 長崎県交通局                              | 諫早市 - 長崎市中心部（出島・長崎市役所前・長崎駅前・長崎県庁前ほか） 大村市 - 長崎市中心部                                         |
| （愛称名なし）   | 長崎県交通局 長崎自動車                   | 長崎空港 - 長崎新地・大波止・長崎駅前・ココウォーク茂里町                                                                           |

### 路線バス
- 長崎県交通局（県営バス）
- 長崎自動車（長崎バス）
  - さいかい交通
- 長崎市コミュニティバス

### 乗合タクシー
- 長崎市では、地形的制約などにより、路線バスの乗り入れがない地域、いわゆる「バス空白地域」があり、これを解消する手段として、「乗合タクシー」の運行を行っている[39]。
- 丸善団地地区（チトセピア前---三原小学校）- ラッキータクシーが運行。
- 矢の平・伊良林地区（新大工町／諏訪神社---矢の平経由---風頭）- 丸寿タクシーが運行。
- 北大浦地区（新地ルート・館内ルート・石橋ルート）- 文化タクシーが運行。
- 金堀地区（松山---金堀峠間）- 城山タクシーが運行。
- 西北地区（岩屋ルート・西北ルート・若竹ルート・柳谷ルート）- 住吉タクシーが運行。

### 斜面移送システム
- グラバー園（地上設置型）
- 天神町（懸垂型）「てんじんくん」
- 立山地区（懸垂型）「さくら号」
- 水の浦地区（懸垂型）「水鳥号」

### 港湾・海上交通
- 長崎港
  - 長崎汽船 - 伊王島、高島との間を高速船で結ぶ。
  - 九州商船 - 五島市福江港、（奈留島）、新上五島町奈良尾港との間をフェリー・高速船で結ぶ（奈留島はフェリーのみ）。
  - 五島産業汽船 - 新上五島町鯛ノ浦港との間を高速船で結ぶ。
  - HTBクルーズ - 上海市との間を不定期にカジノ船で結ぶ。2012年10月より運休中。
- 茂木港
  - 苓北観光汽船 - 熊本県苓北町富岡港との間を高速船で結ぶ。
- 神浦港、池島港（外海地区）
  - 西海沿岸商船 - 西海市瀬戸港、松島港、大島港、面高港、佐世保市佐世保港との間をフェリー・高速船で結ぶ。

## 放送・マスコミ
NHK以外は全て本社・本部が市内に所在している。

### テレビ
- NHK長崎放送局（JOAG-DTV（総合）JOAC-DTV（教育））共にリモコンキーID 1.2
- NBC長崎放送（JOUR-DTV、TBS系列）3
- NIB長崎国際テレビ（JOXH-DTV、日本テレビ系列）4
- ncc長崎文化放送（JOXI-DTV、テレビ朝日系列）5
- KTNテレビ長崎（JOWH-DTV、フジテレビ系列）8

ケーブルテレビ
- 長崎ケーブルメディア（NCM）

### ラジオ
AM
- NBC長崎放送ラジオ: 1233kHz（JOUR）
  - NBC長崎FM（ワイドFM）: 92.6MHz
- NHKラジオ第1放送: 684kHz（JOAG）
- NHKラジオ第2放送: 1377kHz（JOAC）

FM
- NHK FM長崎:84.5MHz（JOAG-FM）
- FM長崎:79.5MHz（JOHU-FM）

コミュニティFM
- 長崎市民FM :76.7MHz（JOZZ0AV-FM）
- （廃局）長崎シティFM: 81.3MHz

### 新聞
- 長崎新聞
- 長崎経済新聞（インターネットで情報発信）
- 以下の新聞の支局・総局がある。
  - 朝日新聞、読売新聞、西日本新聞、日本経済新聞、聖教新聞、みなと新聞など。

## 観光

### 名所・旧跡
- 大浦天主堂 - 国宝
- 崇福寺 - 大雄宝殿と第一峰門は国宝、三門などは重要文化財
- 出島和蘭商館跡 - 史跡
- シーボルト宅跡 - 史跡
- 曲崎古墳群 - 史跡
- 高島秋帆旧宅 - 史跡
- 稲佐山（アクセスは長崎ロープウェーか長崎バス）
- 眼鏡橋 - 重要文化財
- 平和公園（松山町）
- 原爆落下中心地（爆心地公園）
- 長崎原爆資料館（爆心地公園そば）
- 国立長崎原爆死没者追悼平和祈念館（長崎原爆資料館隣）
- 浦上天主堂
- 山王神社、被爆クスノキ、一本柱鳥居（片足鳥居）
- グラバー園
  - 旧グラバー邸 - 重要文化財
  - 旧オルト住宅 - 重要文化財
  - 旧リンガー住宅 - 重要文化財
  - 旧ウォーカー住宅
- 東山手十二番館 - 重要文化財
- 東山手 - 重要伝統的建造物群保存地区
- 南山手 - 重要伝統的建造物群保存地区
- 旧羅典神学校 - 重要文化財
- トードス・オス・サントス教会跡（春徳寺）- 史跡

- 旧長崎英国領事館 - 重要文化財
- 旧香港上海銀行長崎支店 - 重要文化財
- 旧長崎税関下り松派出所 - 重要文化財
- 旧長崎大司教館
- 長崎台場跡魚見岳台場跡 - 史跡
- 小菅修船場跡 - 史跡
- 興福寺 - 大雄宝殿は重要文化財
- 孔子廟
- 長崎新地中華街
- 長崎歴史文化博物館
- 長崎ペンギン水族館
- 長崎市科学館
- 長崎温泉やすらぎ伊王島
- 伊王島灯台
- 石炭資料館（高島）
- 高島海水温浴施設いやしの湯
- 端島（通称：軍艦島）
- 観音寺 - 千手観音立像は重要文化財
- 県民の森
- 自証寺
- 塩垂島
- 詩島（さだまさしが所有）
- 女神大橋
- 稲佐山温泉
- 長崎スタジアムシティ

※以上の「史跡」「重要文化財」は国指定の史跡及び重要文化財を指す。

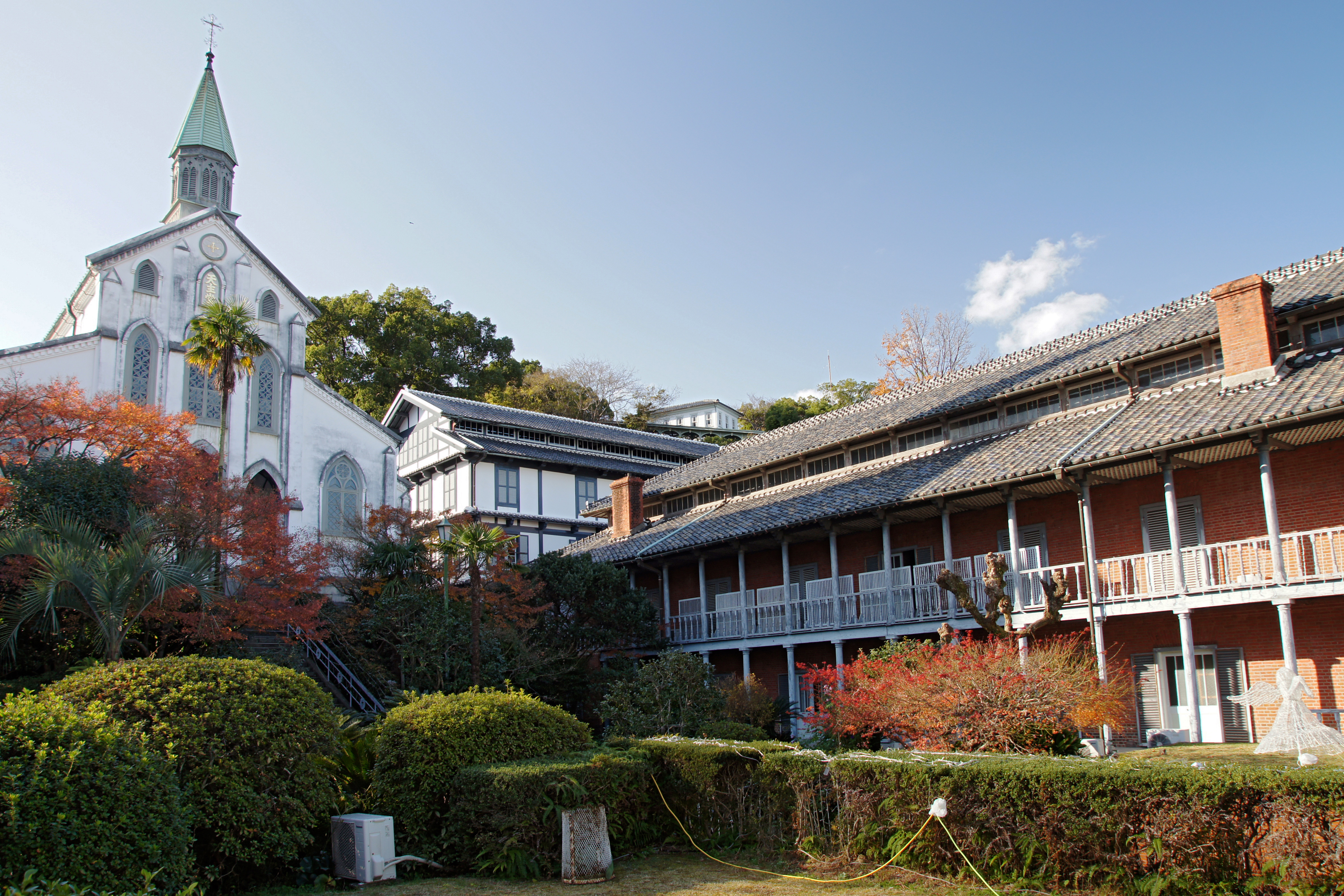
大浦天主堂と旧羅典神学校
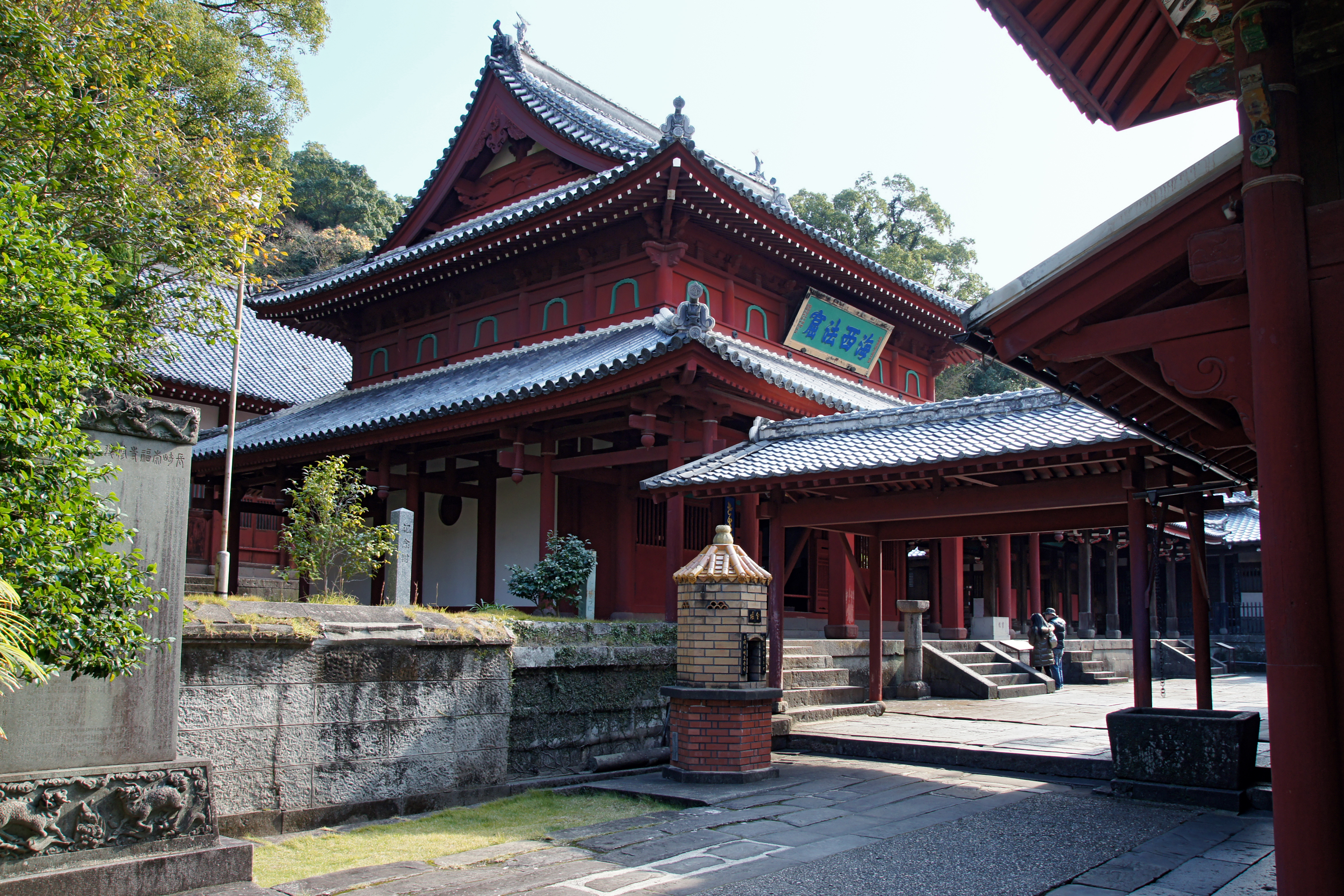
崇福寺
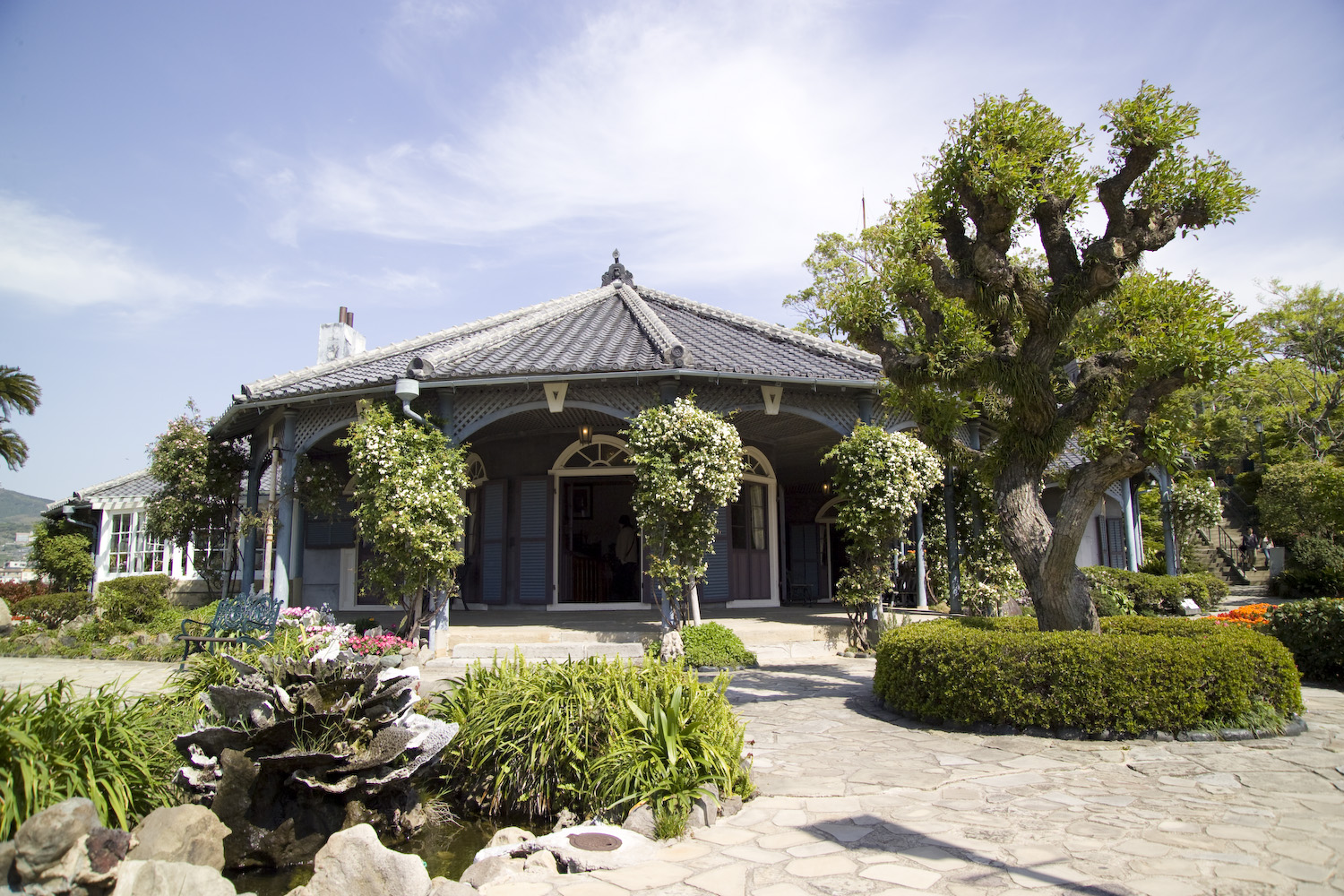
旧グラバー邸（グラバー園）
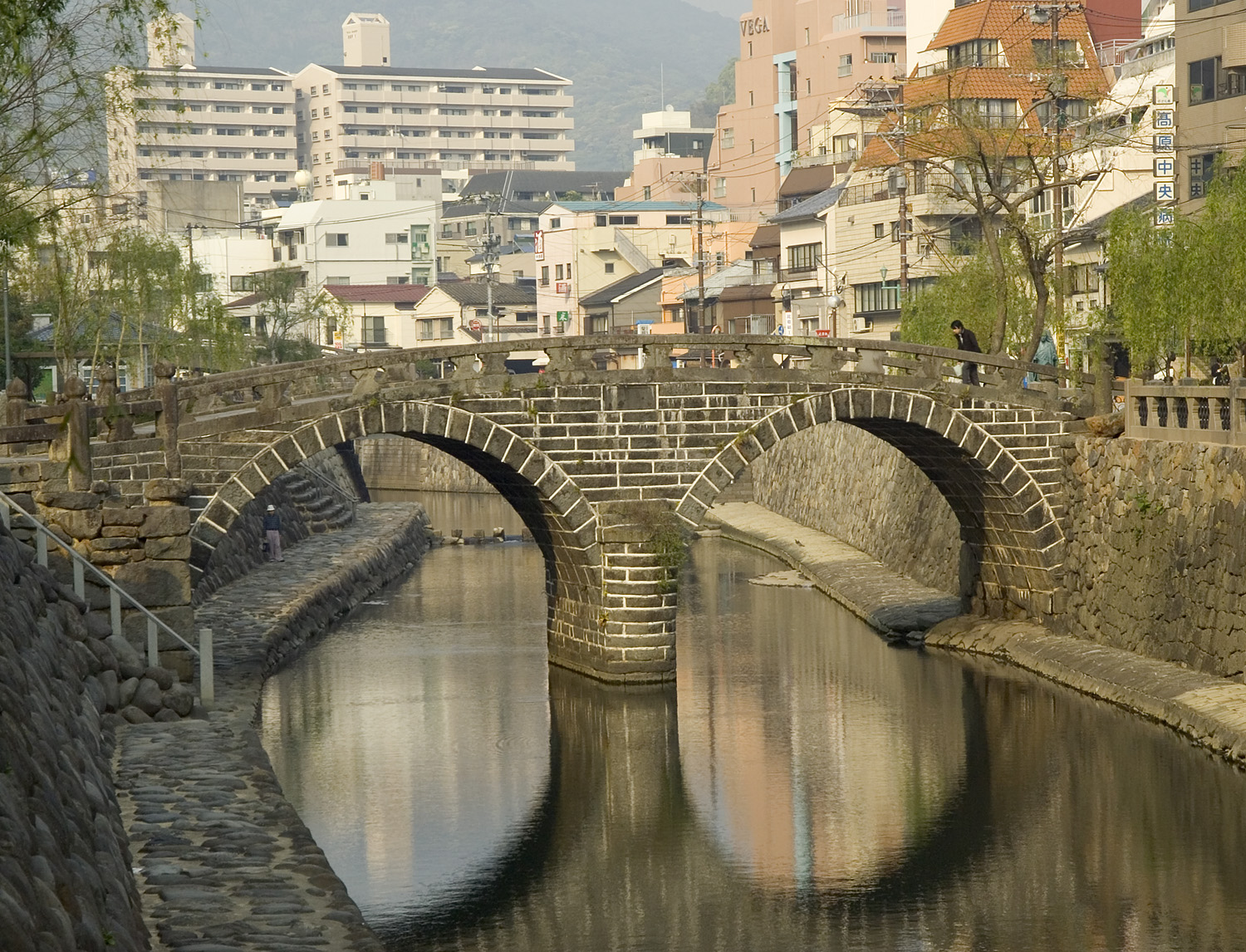
眼鏡橋
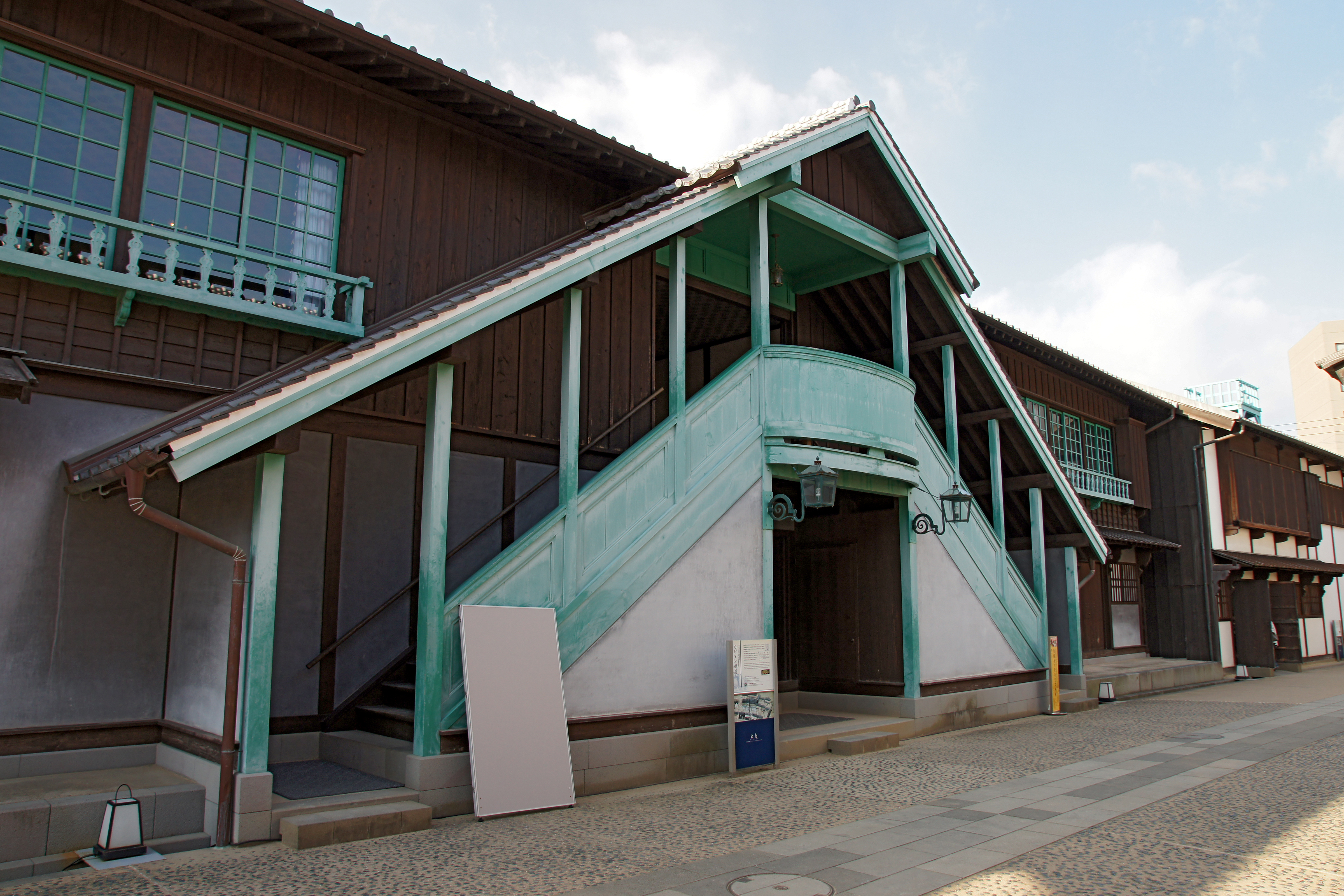
出島和蘭商館跡
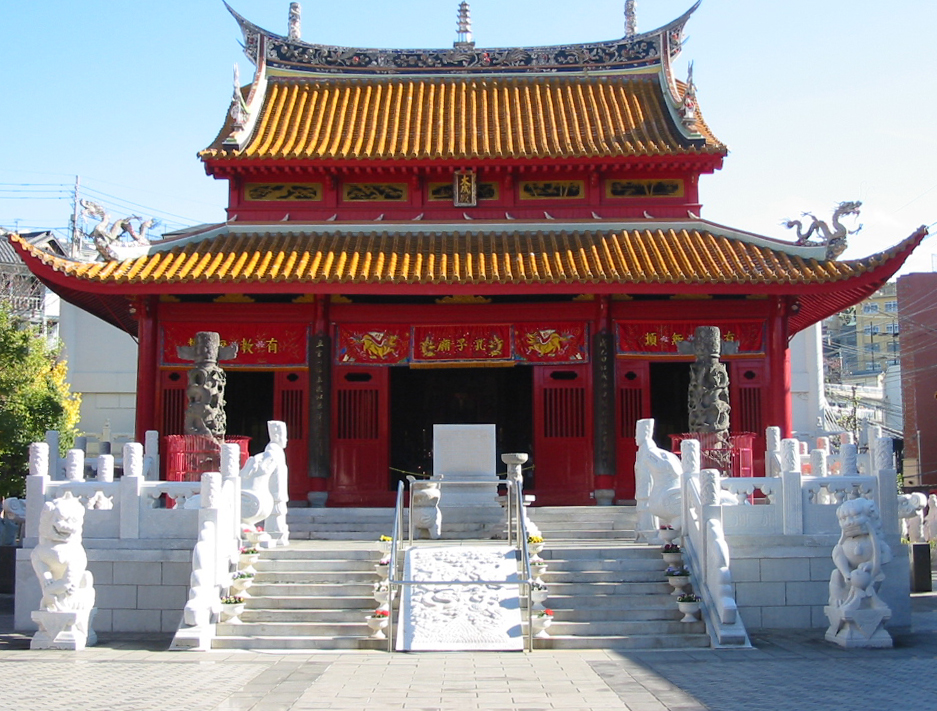
孔子廟
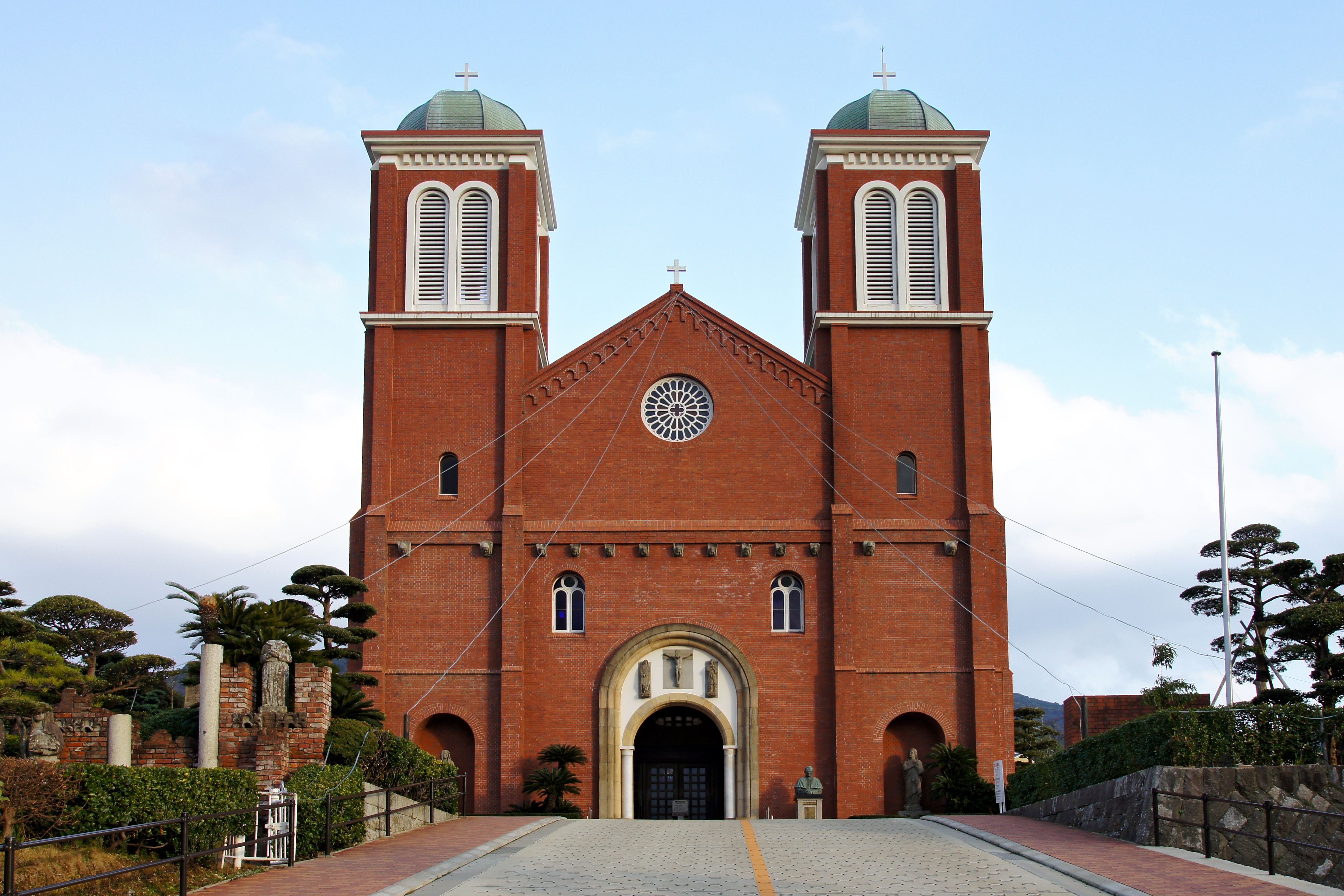
浦上天主堂
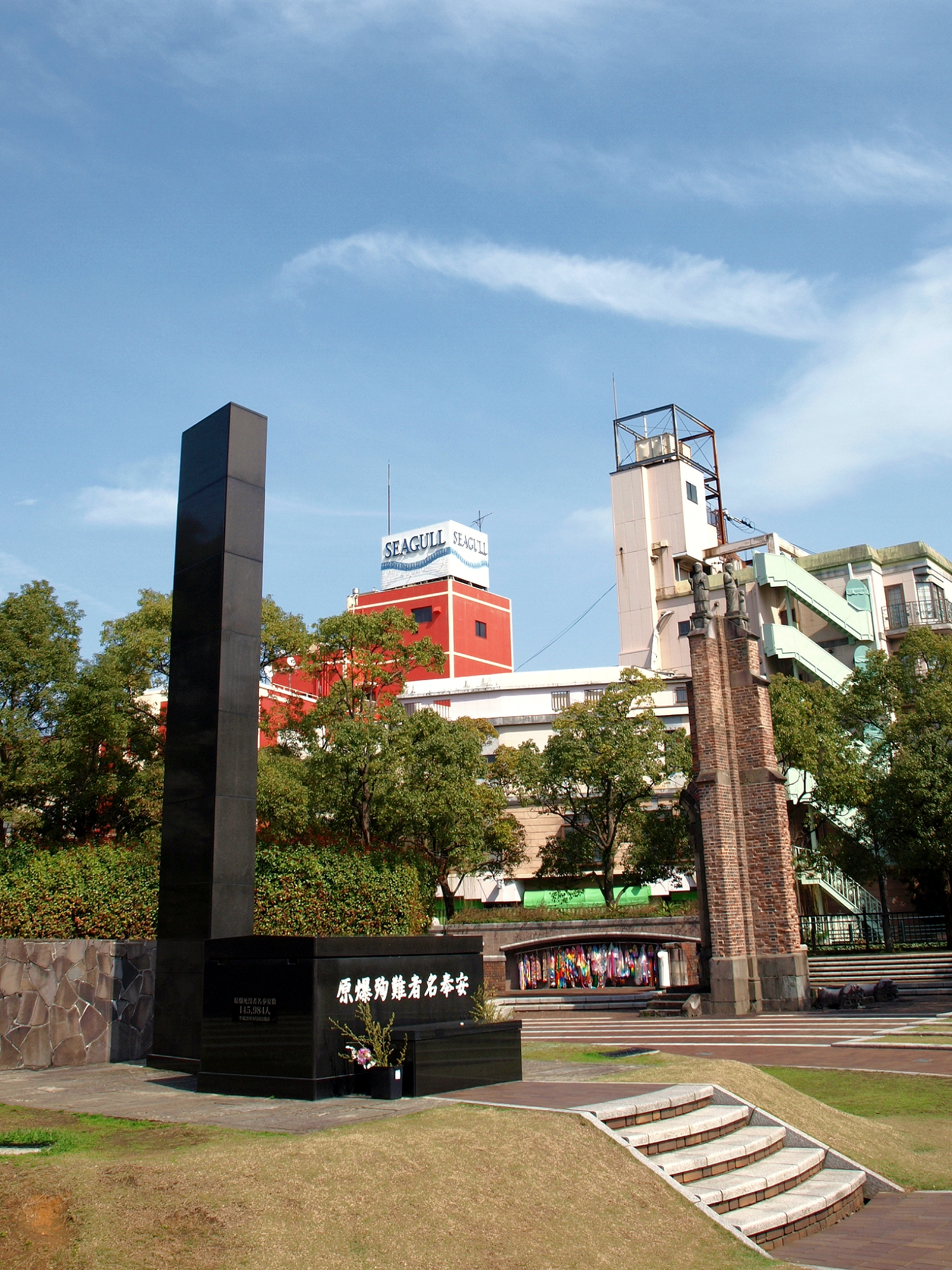
爆心地（平和公園）

### 祭り・年中行事
- 中国正月（長崎ランタンフェスティバル）
- 長崎帆船まつり
- みなと祭り（ペーロン[注釈 6]選手権）
- 精霊流し（しょうろうながし）（8月15日）
- 中国盆
- ハタ揚げ大会
- 長崎くんち（10月7日〜9日）
- 竹ン芸
- 長崎居留地祭り
- 長崎さるく博'06（2006年4月〜10月）
- 長崎 夏の「やっぱり、じげもん！よかもん！大祭！」（2015年8月）

画像

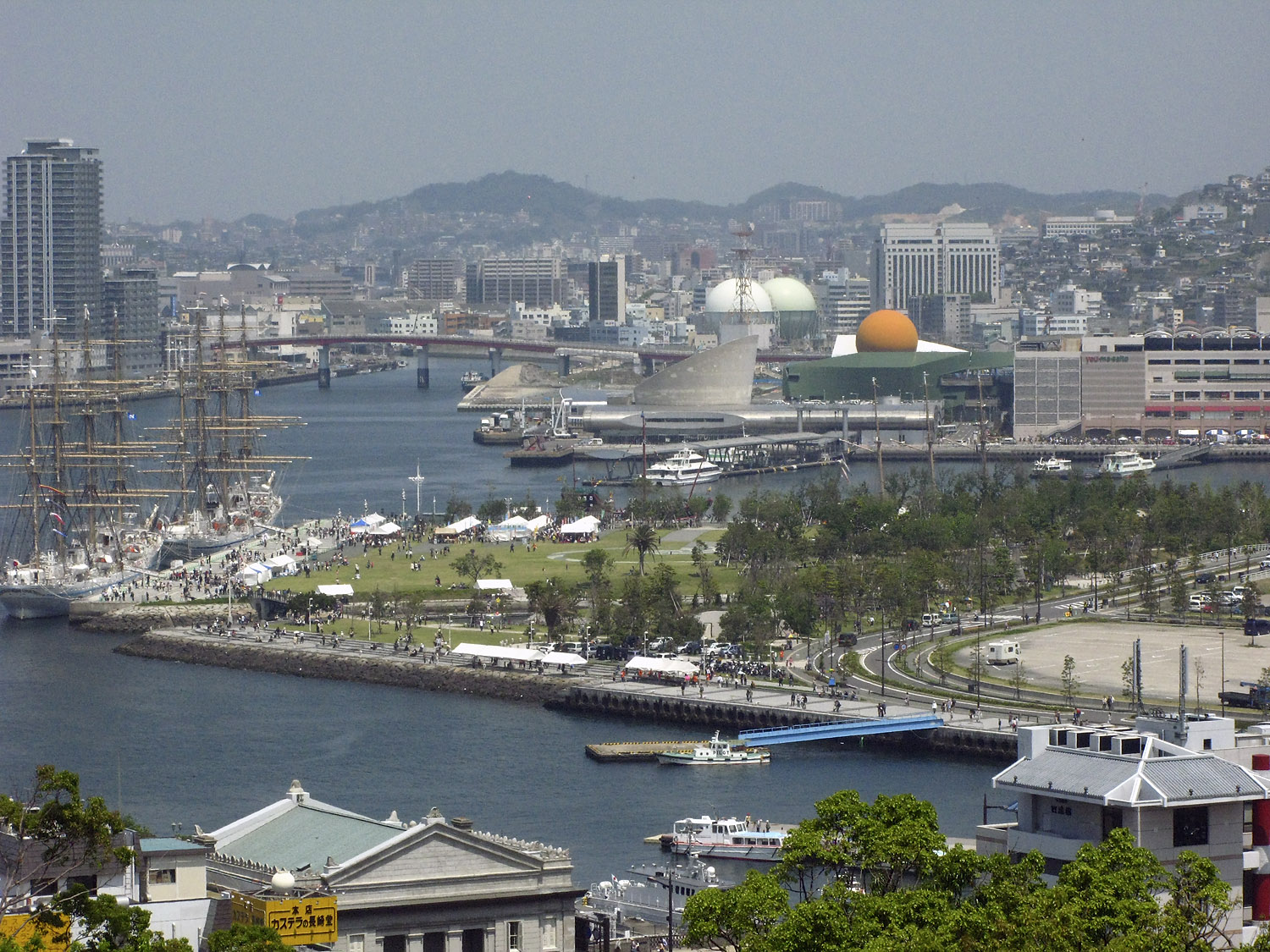
帆船祭り時の長崎港
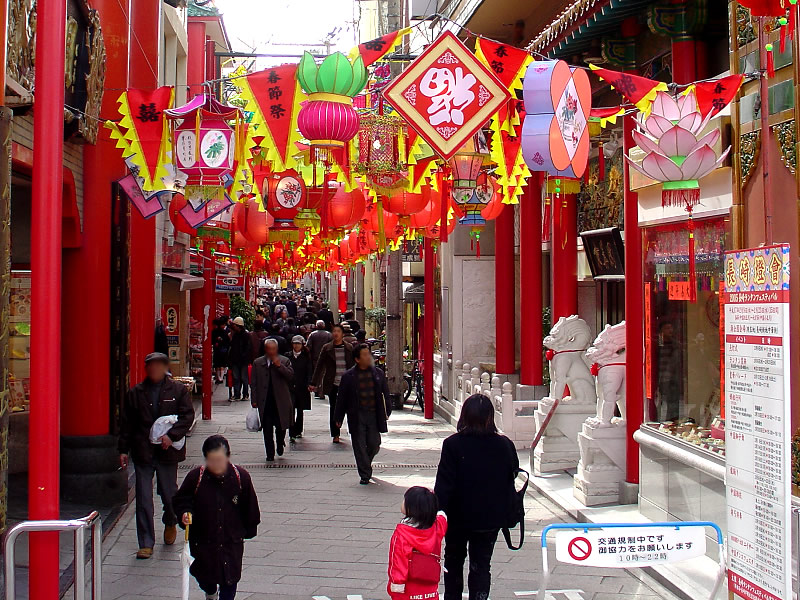
長崎ランタンフェスティバル

### 名産品
- ちゃんぽん
- 皿うどん
- 茂木びわ
- カステラ
- 一口香

- 中華菓子
- 浦上そぼろ
- 卓袱料理（角煮など）
- ド・ロさまそうめん（旧・外海町）
- トルコライス

- カラスミ
- 長崎角煮饅頭
- 長崎ぶたまん
- ザボン漬
- 唐人菜
- 駅弁中華弁当

### 百選・遺産
- 世界新三大夜景都市（長崎市、上海市、モナコ）[40]
- 日本新三大夜景都市（長崎市、札幌市、北九州市）[40]
- 日本の渚百選（高浜）
- 快水浴場百選（高浜）[41]
- 残したい日本の音風景100選（山王神社被爆の楠の木）[42]
- かおり風景100選（野母崎水仙の里公園と潮）
- 近代水道百選（本河内高部貯水池、樺島地下ダム）
- ふるさといきものの里百選（本河内高部貯水池上流 保全対象：ゲンジボタル）[43]
- 日本の棚田百選（大中尾棚田）
- 都市景観100選（東山手地区・南山手地区景観形成地区、中島川・寺町地区）
- 日本の道100選（オランダ坂）
- 新・日本街路樹100景（セントポール通り）
- 歴史の道百選（長崎街道日見峠越・井樋尾峠越 (長崎市、諫早市、大村市)）
- 日本におけるモダン・ムーブメン トの建築100選（長崎市公会堂、日本二十六聖人殉教記念施設）
- がんばる商店街77選（長崎市中央地区商店街）

## スポーツチーム
- 三菱重工長崎硬式野球部 - 三菱重工業の長崎造船所を拠点に活動していた社会人野球の企業チーム。2017年から活動休止中。
- 長崎ヴェルカ - B.LEAGUE所属の男子プロバスケットボールチーム。2020年創設。
- V・ファーレン長崎 - 日本プロサッカーリーグ（Jリーグ）に加盟するプロサッカークラブ。

## 長崎市を舞台にした作品

### 歌劇
- 蝶々夫人（プッチーニ）
- Jr.バタフライ（三枝成彰）
- 長崎しぐれ坂

### 小説
- 奉教人の死（芥川龍之介）
- 戦艦武蔵（吉村昭）
- ふぉん・しいほるとの娘（吉村昭）
- 明日（井上光春）
- 浦上の旅人たち（今西祐介）
- 沈黙（遠藤周作）
- 女の一生（遠藤周作）
- 樹影（佐多稲子）
- 解夏（さだまさし）
- 思出の記（徳冨蘆花）（旧・野母崎町）
- この子を残して（永井隆）
- 長崎の鐘（永井隆）
- 長崎ぶらぶら節（なかにし礼）
- 青銅の基督（長与善郎）
- 祭りの場（林京子）
- 黄昏の百合の骨（恩田陸）
- 長崎乱楽坂（吉田修一）

### 映画
- 長崎の鐘（1950年、松竹）
- 長崎の歌は忘れじ（1952年、大映）
- 蝶々夫人（1955年、リッツオーリ・フィルム、ガローネ・プロ、東宝。日本&イタリア合作）
- 忘れえぬ慕情（1956年、シラ・フィルム＝テラ・フィルム＝P.A.T.フィルム＝ラ・ソシエテ・ヌーベル・パテ・シネマ＝パテ・オーバーシーズ、松竹。日本&フランス合作）
- 若い人（1962年、日活）
- トラック野郎・爆走一番星（1975年、東映）
- この子を残して（1983年、松竹）
- TOMORROW 明日（1988年、ヘラルド・エース＝日本ヘラルド映画）
- 八月の狂詩曲（1991年、松竹）
- 渚のシンドバッド（1995年、東宝）
- 長崎ぶらぶら節（2000年、東映）
- 精霊流し（2003年、日活）
- 解夏（2004年、東宝）
- いつか読書する日（2005年、スローラーナー。ロケ地）
- NAGASAKI 1945 アンゼラスの鐘（2005年）
- 二重被爆（2006年）
- 7月24日通りのクリスマス（2006年11月3日公開）
- 赤い糸（2008年12月20日公開）
- 奈緒子（2008年、日活）
- 悪人（2010年、東宝）
- 007 スカイフォール（原題：Skyfall、2012年、英）
- ペコロスの母に会いに行く（2013年）
- ウルヴァリン:SAMURAI（原題：The Wolverine、2013年、米）
- 池島譚歌（2013年）
- 爆心 長崎の空（日向寺太郎監督／北乃きい／稲森いずみ／柳楽優弥/佐野史郎）(2013年)
- アオハライド（長崎ロケ）
- くちびるに歌を（三木孝浩監督／新垣結衣／木村文乃／桐谷健太）
- 進撃の巨人 ATTACK ON TITAN （三浦春馬）（2015年8月）
- 進撃の巨人 ATTACK ON TITAN エンド オブ ザ ワールド （草彅剛）（2015年9月）
- 母と暮せば（2015年）
- 軍艦島（韓）（2016年）
- 沈黙 -サイレンス-（英）（2016年）
- ZenoSan （ポーランド）  (2018年)
- タリナイ (大川史織監督)  (2018年)
- こはく (井浦新/大橋彰/塩田みう)  (2019年)
- 夏の砂の上 (2025年）[44]

### テレビドラマ
- 愛し君へ（フジテレビ系）
- 水戸黄門39部パナソニック ドラマシアター（TBS系 2008年 旅の目的地が長崎。長崎でのロケも有り）
- 赤い糸（フジテレビ系　2008年12月6日スタート）
- 龍馬伝（NHK大河ドラマ 2010年）
- モンタージュ 2016年放送のフジテレビ制作ドラマ 主演:福士蒼汰, ヒロイン:芳根京子, 西田敏行ほか
- 君が心をくれたから（フジテレビ系　2024年1月8日スタート）

### 漫画
- sola（久弥直樹原案）
- かっちぇる♪（かわくぼ香織/マガジンGREAT連載）
- 魔法遣いに大切なこと　太陽と風の坂道（山田典枝・よしづきくみち/月刊ドラゴンエイジ連載）
- モンタージュ（渡辺潤）（長崎市）
- 被爆マリアの祈り（西岡由香）
- 第九の波涛（草場道輝/連載）

### アニメ
- sola（久弥直樹原案/七尾奈留キャラクター原案/UHFアニメ）[注釈 7]
- 幻影ヲ駆ケル太陽
- 攻殻機動隊 S.A.C. 2nd GIG（原作:士郎正宗/アニメーション制作:Production I.G）
- 色づく世界の明日から（ヤシオ・ナツカ原作/フライキャラクター原案/アニメーション制作:P.A.WORKS）
- REVENGER（企画:松竹・亜細亜堂・ニトロプラス/アニメーション制作:亜細亜堂）

### ゲーム
- ピリオド
- センチメンタルグラフティ
- ツクモノツキ（アダルトゲーム） - 作中では「羽が崎」。
- AQUA（アダルトゲーム） - 作中では「月ヶ浜」。
- 僕が天使になった理由（アダルトゲーム） - 作中では「伊乃郷市」。

### ご当地ソング
- Nagasaki（Harry Warren、Mort Dixon、1928年）
- 雨のオランダ坂（作詞：菊田一夫、作曲：古関裕而、原曲歌唱：渡辺はま子、1947年、カバー多数）
- 長崎の女（作詞：たなかゆきお、作曲：林伊佐緒、歌唱：春日八郎、1963年）
- ふるさとの空の下で（作詞・作曲・歌唱：美輪明宏、1965年）
- 思案橋ブルース（作詞・作曲：川原弘、中井昭・高橋勝とコロラティーノ、1968年、カバー多数）
- 長崎ブルース（作詞：吉川静夫、作曲：渡久地正信、歌唱：青江三奈、1969年）
- 長崎は今日も雨だった（作詞：永田貴子、作曲：彩木雅夫、歌唱：内山田洋とクール・ファイブ、1969年）
- 長崎の夜はむらさき（作詞：古木花江、作曲：新井利昌、歌唱：瀬川瑛子、1970年）
- 中の島ブルース（作詞：斎藤保、作曲：吉田佐、歌唱：秋庭豊とアローナイツ、後に内山田洋とクールファイブも、1973年。歌詞の3番で長崎が扱われているが、現在長崎市の繁華街に「なかのしま」の地名は存在せず、中島川が舞台になる。ただし昭和9年に国際産業観光博覧会の会場となった埋め立て地（幸町）は「中之島」と呼ばれていた。）
- 精霊流し（作詞・作曲：さだまさし、歌唱：グレープ、1974年）
- 長崎小夜曲（作詞・作曲：さだまさし、編曲：渡辺俊幸、歌唱：さだまさし、1982年）
- 約束の丘（作詞・作曲・歌唱：福山雅治、1992年）
- 雨オトコ晴オンナ〜オランダ坂で君を待って（フリーウェイハイハイ、2004年）
- がんばらんば（作詞・作曲・歌唱：さだまさし、2006年。全篇長崎弁で綴られている）
- 唐街雨情（作詞・作曲：湯浅隆、歌唱：グラシェラ・スサーナ、2007年）
- 長崎みれん（作詞：水木れいじ、作曲水森英夫、歌唱：美川憲一、2007年）
- 昭和やったね（作詞・作曲・歌唱：福山雅治、2014年。全篇長崎弁で綴られている）
- クスノキ（福山雅治、2014年）

他に『長崎から船に乗って』(作詞:山口洋子、作曲:平尾昌晃、歌唱：五木ひろし)も、とりわけ歌い出しが有名な歌だが、内容として長崎そのものは歌われてない。

## 出身者

### 俳優・女優
- 安寿ミラ
- 金子昇
- 茅島みずき
- 九重京司
- 坂上香織
- 原田知世
- 原田貴和子
- 中田弘二
- 島耕二
- 前原瑞樹
- 若林豪

### 声優
- 入江麻衣子

### 歌手
- 岡崎律子（旧高島町 （端島）出身）
- さだまさし
- 九州男
- 鳥羽ゆう子
- ナイス橋本
- 西けいこ（うたのおねえさん）
- 福山雅治
- fumika
- 美輪明宏
- 松尾貴臣

### アイドル
- 長濱ねる（元けやき坂46・欅坂46、新上五島町にも在住歴あり）
- 田﨑あさひ（Bitter & Sweet）
- 森保まどか（元HKT48）

### お笑い芸人
- 林田洋平（ザ・マミィ）
- ヤス（ナイチンゲールダンス）

### 漫画家
- かわくぼ香織
- 内田春菊
- 蛭子能収（熊本県天草市牛深生まれ）
- 柴田亜美
- 清水崑
- 鈴木伸一

### 小説家
- 広津柳浪
- 福地源一郎
- 吉田修一（芥川賞）
- カズオ・イシグロ（ノーベル文学賞受賞）

### 写真家
- 上野彦馬

### 作曲家
- 小野川浩幸( 第69回カンヌ国際映画祭「ある視点」部門審査員賞受賞)
- 大島ミチル
- 本間勇輔
- 山口健作

### アナウンサー
- 嶋田健吾（長崎国際テレビ）
- 田崎日加理（元九州朝日放送）
- 松岡忠幸（NHK）
- 森本智子（元テレビ東京）
- 矢野香（元NHK長崎放送局）
- 吉田真人（NHK）

### スポーツ選手
- 井上昌己（競輪選手）
- 大熊克哉（ラグビー選手）
- 大束忠司（バドミントンアテネオリンピック （2004年）アテネ五輪代表）
- 大仁田厚（元プロレスラー、元国会議員）
- 左海誠二（騎手・船橋競馬場所属。旧琴海町出身）
- 柴田隆太朗（元松本山雅FC）
- 下柳剛（元プロ野球選手）
- 高田ありさ（バレーボール選手）
- 常盤野藤兵衛（力士）
- 中尾美樹（シドニーオリンピック、背泳200M銀メダル）
- 永瀬貴規（東京オリンピック、柔道個人金メダル 団体銀メダル）
- 平川隼也（ラグビー選手）
- 山口泰輝（ラグビー選手）
- 藤原紘通（元プロ野球選手）
- 政風基嗣（大相撲力士）
- ミスター雁之助（プロレスラー）
- 堀幸一（千葉ロッテマリーンズ　コーチ）
- 松永浩典（元埼玉西武ライオンズ・旧三和町出身）
- 松田浩（元栃木SC　監督）
- 松本剛（ラグビーレフリー）
- 満永ひとみ（元バレーボール選手）
- 本西厚博（元プロ野球選手、元東北楽天ゴールデンイーグルス　コーチ）
- 吉田麻也（サッカー選手、セリエA・UCサンプドリア所属）

### 音楽家
- 益田正洋
- 高浪慶太郎
- ホリエアツシ
- 山下和仁

### 政界・官界
- 岩佐哲也（総務省統計局統計高度利用特別研究官、総務省統計局長）[45]
- 金子容三（衆議院議員）[46]
- 中野寛成（第62代衆議院副議長、第83代国家公安委員会委員長、衆議院議員〈11期〉、豊中市議会議員〈3期〉、第3代民主党幹事長、初代新党友愛代表）
- 西岡秀子 （衆議院議員）
- 福田衣里子（衆議院議員〈1期〉）
- 森正明（第109代神奈川県議会議長[47]、神奈川県議会議員、サッカー選手）

### 教育家
- 荒木周道
- 板垣絹子
- 何礼之

### その他
- 小久保徳子（元ゆびとま代表取締役・旧高島町出身）
- 田崎慎治（商学者）
- 立花隆（評論家）
- 谷本秀夫（京セラ社長）
- 富永直樹（彫刻家）
- 長岡秀星（イラストレーター）
- 前川明人（歌人、被爆者）
- 水谷竹紫（劇作家）
- 元良誠三（船舶工学、出生地）
- 吉田ちか（YouTuber）
- Kana (現代美術家)（美術家）
- 原敕晁（北朝鮮による拉致被害者、田口八重子（李恩恵）夫人）

## 長崎市を訪れた世界の指導者・要人
- ヨハネ・パウロ2世（ローマ教皇） 長崎平和公園での世界平和宣言発表と市営球場での特別ミサを執り行うため (1981年2月)
- ミハイル・ゴルバチョフ（ソビエト連邦共和国最後の最高指導者(初代ソビエト連邦大統領 (1990年–1991年),第8代ソビエト連邦共産党書記長 (1985年–1991年)）（1991年）
- マザー・テレサ
- マリオ・アルベルト・ノブレ・ロペス・ソアレス（ポルトガル共和国ポルトガル第三共和政下の第4代大統領）（1993年10月）
- ジェームス・キャメロン(映画監督) 二重被爆者山口彊との面会のため(2009年12月)
- キャロライン・ケネディ駐日大使 長崎原爆資料館視察のため (2013年12月10日)
- ハシェミ・ラフサンジャニ (イラン前大統領) 長崎原爆資料館訪問
- ワレンチナ・マトヴィエンコ（ロシアの政治家、連邦議会上院議長、元副首相）（2016年）
- ヨアヒム・ガウク（ドイツ連邦共和国の第11代連邦大統領）（2016年）
- オランダ王室ローレンティン 「出島表門橋」完成記念式典出席のため (2017年11月24日)
- 核兵器廃絶国際キャンペーン（ICAN）事務局長のベアトリス・フィン ノーベル平和賞受賞に向け (2018年1月13日)
- ミチェル・バチェレ大統領 チリ共和国の第34代・36代大統領(2018年2月24日)
- グテレス国連事務総長（国際連合）73回目の原爆祈念式典への参列に向け (2018年8月9日)
- ジョン・ウォルフスター オバマ元大統領特別補佐官 長崎大学での講演のため (2018年8月24日)
- アラン・レヴィ副市長 フランス イシー＝レ＝ムリノー副市長 長崎県庁訪問のため (2018年10月12日)
- カリン・クナイッスル オーストリア外相 原爆落下中心地碑に献花のため (2019年3月21日)
- フランシスコ（ローマ教皇） 核兵器廃絶宣言発表と特別ミサのため (2019年11月24日)
- ジョン・コーツ（国際オリンピック委員会副会長） 東京五輪開催への出席に伴い (2021年7月)

## 文化

### 「長崎」が付く慣用語
- 江戸の仇を長崎で討つ - 思わぬ場所で昔の恨みを晴らすこと。または、筋違いな内容で仕返しをすること。
- 長崎ばってん江戸べらぼう - お国ことば（方言）の特色を表した諺。類義語に「長崎ばってん京どすえ」など。

### 唱歌・民謡
- 1900年に大和田建樹によって作詞された『鉄道唱歌』第2集山陽・九州編では、長崎はこの歌の終点の地となることもあって、5番を割いて歌っている。
  - 64.千代に八千代の末かけて 栄行く御代は長崎の 港にぎわう百千船（ももちぶね） 夜は舷灯の美しさ
  - 65.汽車よりおりて旅人の まず見にゆくは諏訪の山 寺町すぎて居留地に 入ればむかしぞ忍ばるる
  - 66.わが開港を導きし 阿蘭陀（オランダ）船のつどいたる みなとはここぞ長崎ぞ 長くわするな国民（くにたみ）よ
  - 67.前は海原はてもなく 外（と）つ国までもつづくらん あとは鉄道一すじに またたくひまよ青森も
  - 68.あしたは花の嵐山 ゆうべは月の筑紫潟 かしこも楽しここもよし いざ見てめぐれ汽車の友'
- 長崎七不思議（民謡）

1. 寺もないのに大徳寺
2. 平地のところを丸山と
3. 古いお宮を若宮と
4. 桜もないのに桜馬場
5. 北にあるのを西山と
6. 大波止に丸（たま）はあれども大砲なし
7. シャンと立ったる松の木を下り松

## 発行物
- 1949年8月9日、長崎国際文化都市建設記念の額面8円の切手が発行された。